# Architecture étrusque

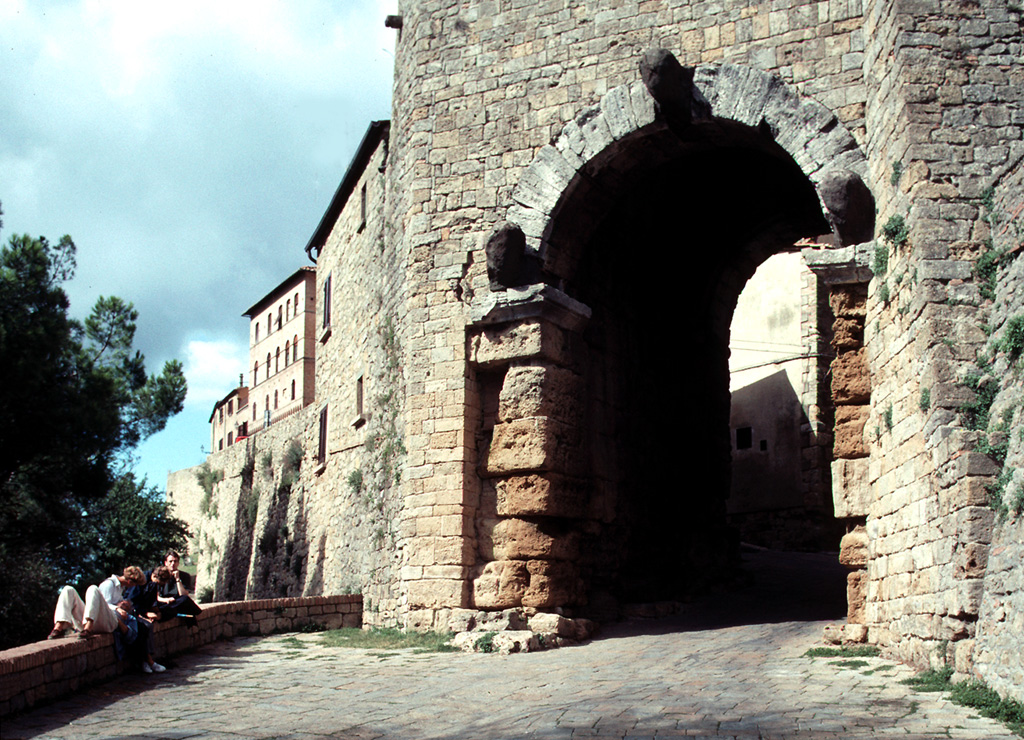
Porta all'Arco de Volterra, intégrée ensuite dans les murailles médiévales.

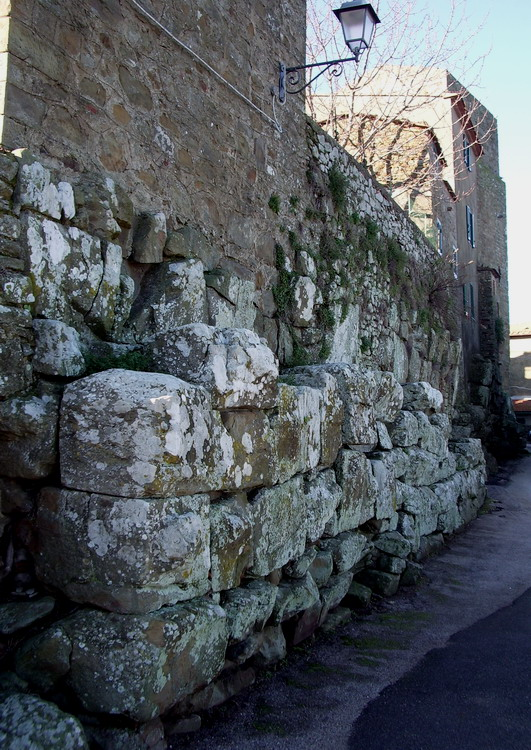
Mur cyclopéen de Vetulonia.

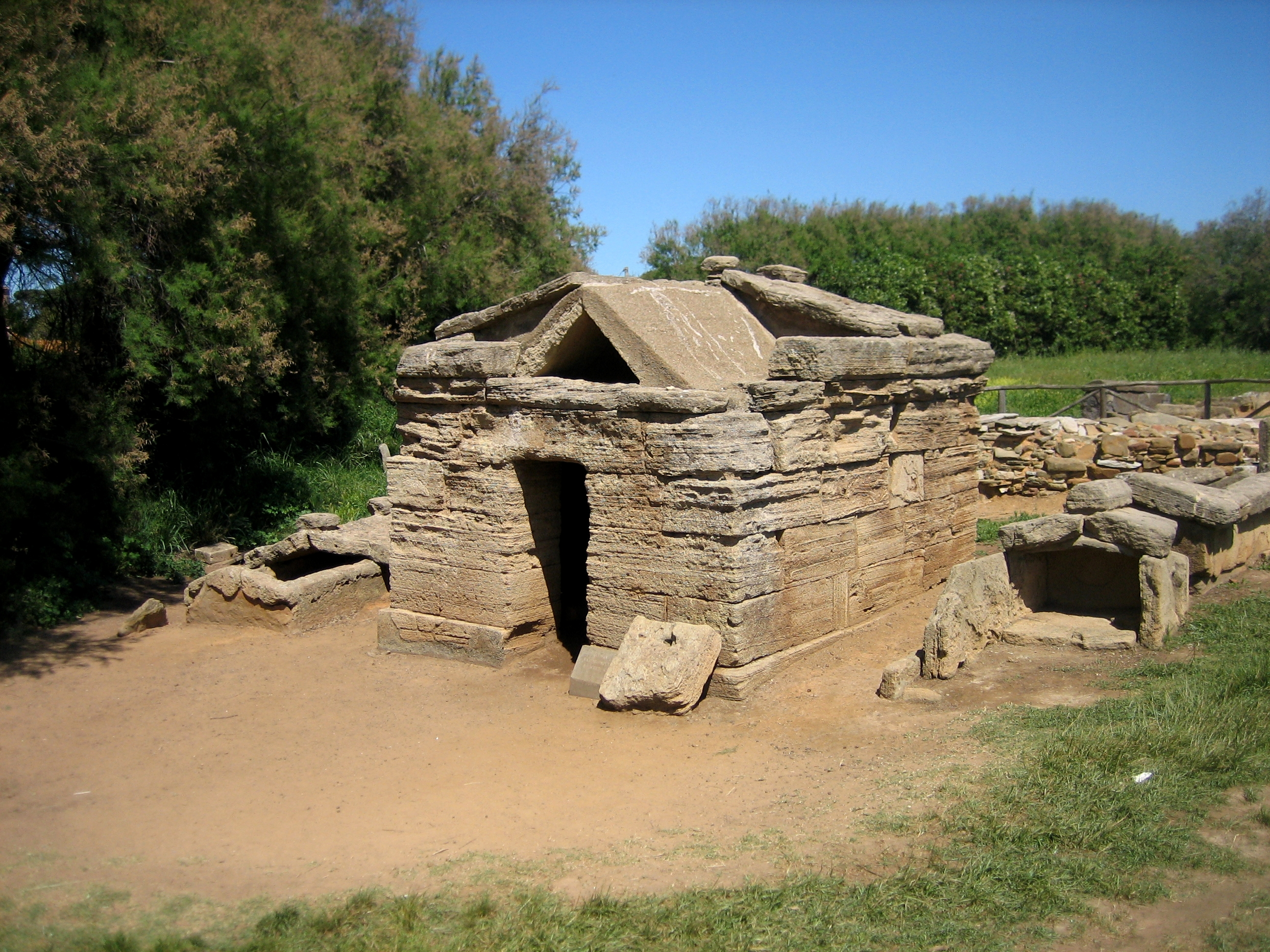
Mausolée à Populonia.

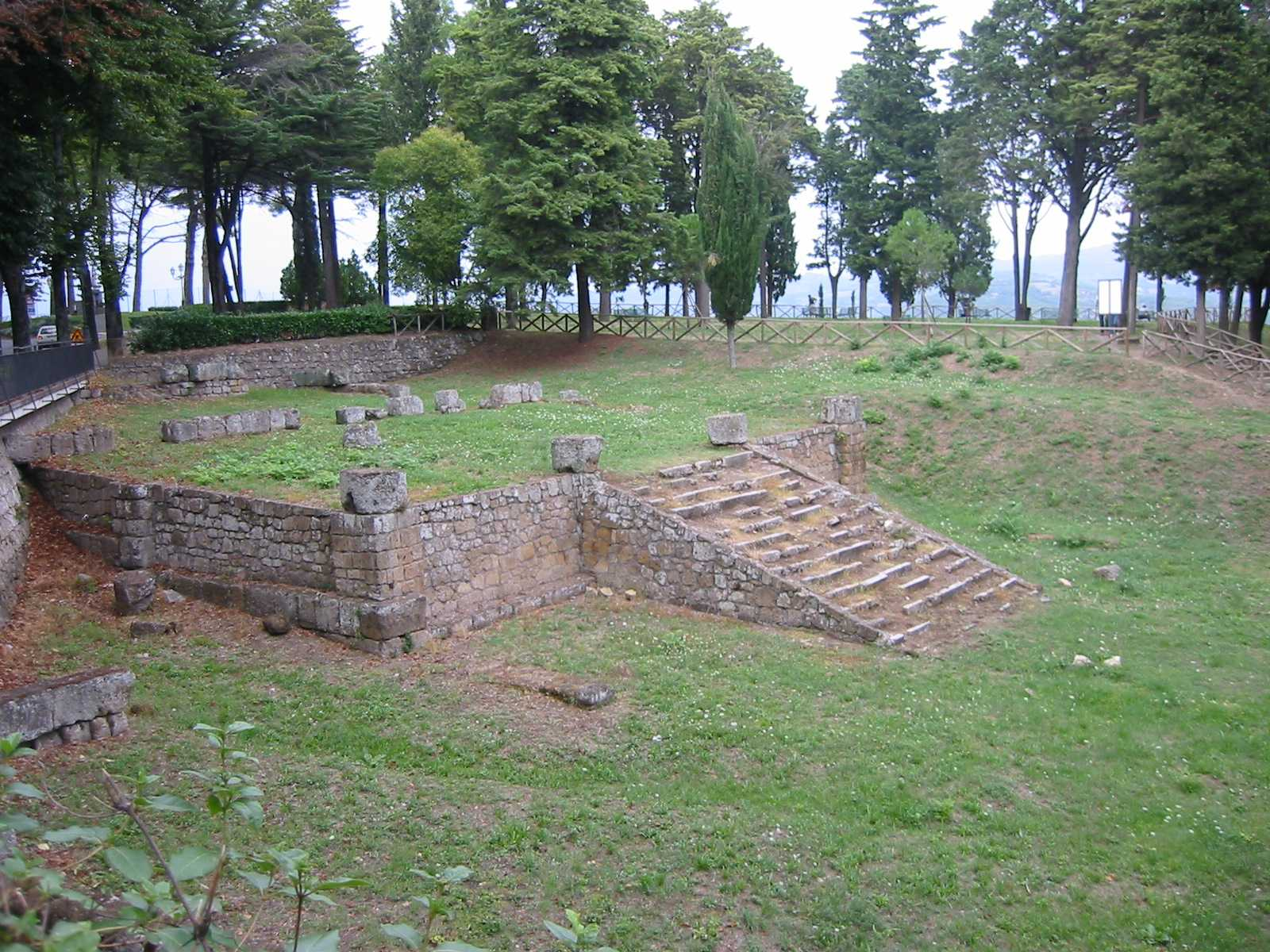
Base d'un temple - podium à escalier frontal, à Orvieto.

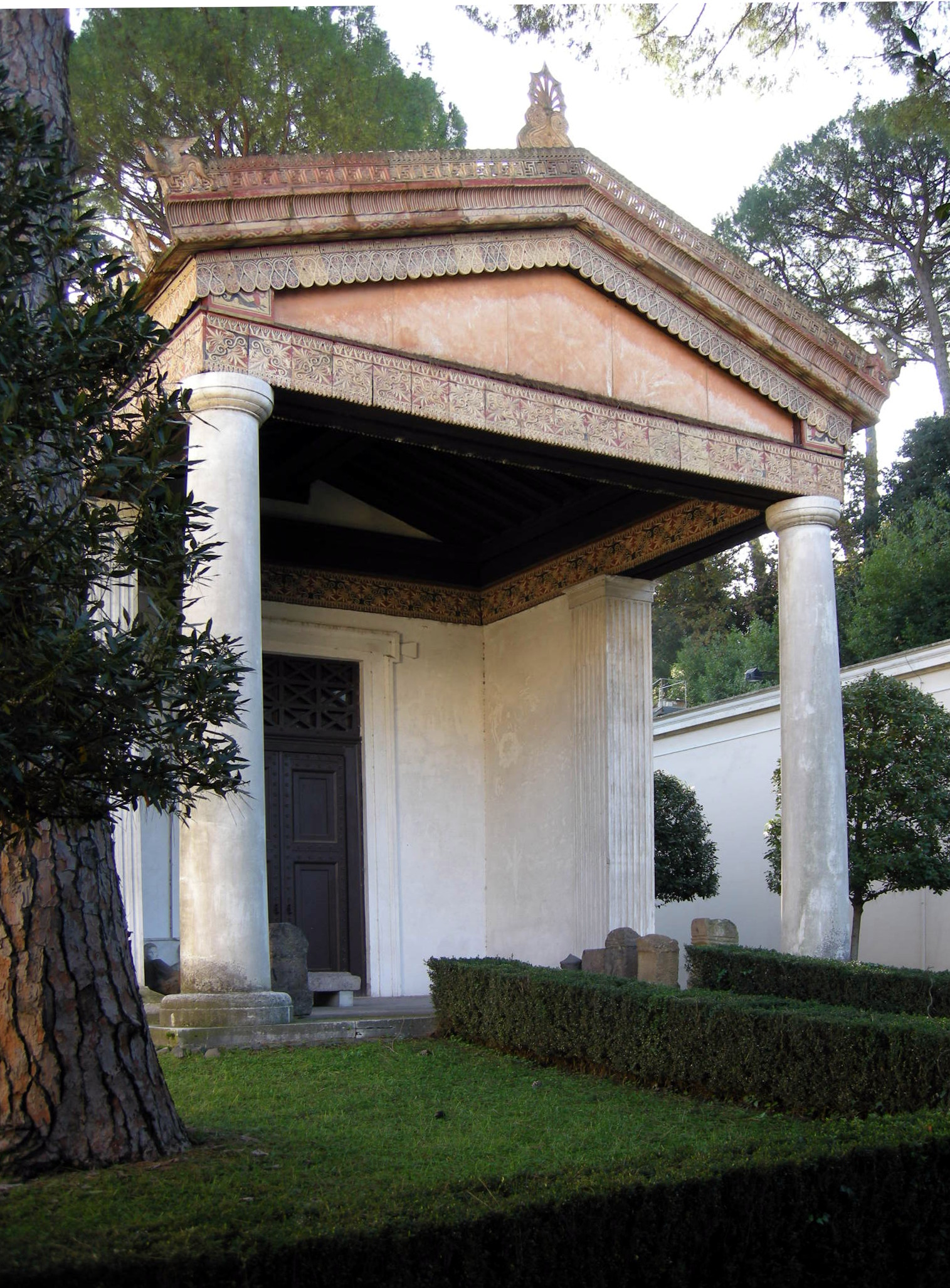
Temple d'Alatri reconstitué à la Villa Giulia.

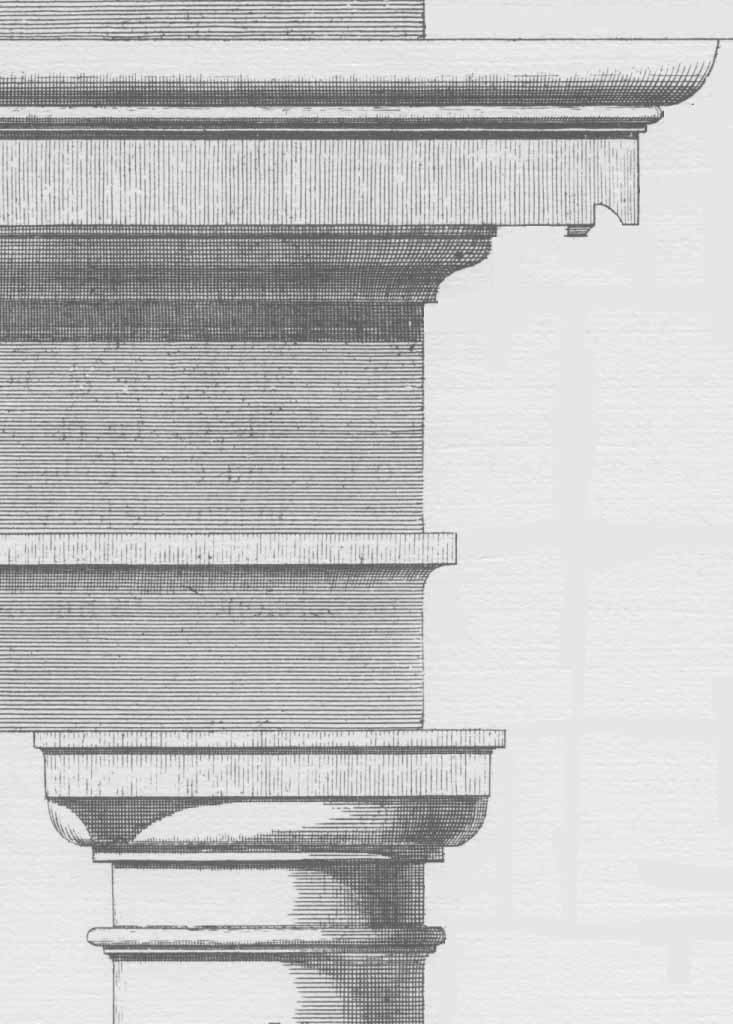
Ordre toscan, issu de l'étrusque.

L'architecture étrusque, comme beaucoup d'autres de ses pratiques culturelles, se caractérise par l'intégration de savoirs précédents, issus des cultures grecque ou plus orientales, puis de leur assimilation en y apportant des modifications, et ensuite de leur transmission et intégration au monde romain.

## Vestiges
Elle ne nous est sensible qu'à travers les quelques vestiges encore érigés ou intégrés dans des réalisations plus récentes (celles de la Renaissance italienne) :
- murailles cyclopéennes (Vetulonia, Cortona, Roselle, Pérouse),
- portes de villes (Porta all'Arco de Volterra, Porta Marzia de  Pérouse, Porte de Jupiter de Viterbe[1])
- bases de théâtre (Volterra) et de temple étrusque (Fiesole) décorés par la statuaire étrusque
- grandes nécropoles émergeant du sol (Cerveteri) ou enterrées (Monterozzi) qui, calquant les intérieurs étrusques, nous éclairent sur leurs détails
- frontons détachés de temple (Chevaux ailés de Tarquinia)

## Techniques
- Architecture d’apparat appareillée (souvent en brique crue)
- Voûtes en encorbellement ou clavées en plein cintre (arc étrusque de Pérouse), qui les distinguent des Grecs adeptes des lignes droites pour les réalisations monumentales.
- Architecture en plate-bande pour les temples : colonne toscane de l'ordre étrusque dit ensuite « toscan » (comme Vignole le définit dans son traité.
- les planchers, la poutraison, les toits à deux pentes, comme en témoignent les intérieurs des tombes simulation en pierre et roche creusée de l'habitat étrusque.

## La mise en œuvre et les différents types de matériaux pierreux

### Exploitation et artisanat de lapierre tufée
La pierre tufée est caractérisée par une faible densité granulométrique ce qui en fait une roche dite tendre, et par conséquent présentant des remarquables qualités d'extraction et d'exploitation. Néanmoins, cette même spécificité rend la roche particulièrement soluble et friable. Ce matériau stratigraphique résulte de l'accrétion d'éléments volcano-sédimentaires solidaires les uns aux autres, dont notamment des cendres de type éruptives,.
Les examens stratigraphiques et archéologiques attestent que les carrières à extraction de la roche se concentrent au Sud de l'Étrurie. Concrètement, les tufières étrusques sont majoritairement représentées dans le Nord de l'actuelle région du Latium, aux alentours de la région à déterminant volcanique de Bolsena / monts Vulsini et de son lac éponyme ; mais également au sein de la plaine côtière de Maremme et au Nord-Ouest de l'Ombrie. En outre, ces chantiers d'exploitation minérale observent régulièrement une proximité, voire un adjacence aux complexes urbains étrusques. Respectivement, on constate l'association des métropoles étrusques d'Orvieto / « Velzna » les tufières de la région du lac de Bolsena / massif de Vulsini lequel est en outre pourvu d'une coloration grise,, ; pour les carrières de l'Ombrie ; « Veis » et « Cisra » pour celles du Nord-Latium à chromatique blanche et blanc-cassé, parfois veinée de beige ; et Tarquinia pour les exploitations de tuf de la Maremme, lequel présente des nuances rouges et ocres,,. Ce constat suggère une possible corrélation entre l'aire d'implantation des cités étrusques et les zones dont le sous-sol est riche en tuf afin de pourvoir ces dernières en matériel d'édifice, mais également détenir des facilités de production et commercialisation de biens bruts (blocs de tuf non taillés) ou manufacturés (blocs de tuf taillés, statuaire, bas-relief),.
Essentiellement employé et incorporé comme matériau de érection monumentale en contexte urbanistique, telle que la muraille servienne ou le temple de Jupiter à Rome, le tuf étrusque est également ouvragé en contexte funéraire, pour l'élévation d'infrastructures telles que les sépultures de la nécropoli del Crocifisso del Tuffo (ou Città dei Morti), localisée dans la ville étrusque d'Orvieto et dont l'assise est attribuée au VIIIe siècle av. J.-C.,,, ou encore la nécropole étrusque de Sovana, située dans la commune éponyme de la Toscane méridionale.

Exploitation du tuf étrusque
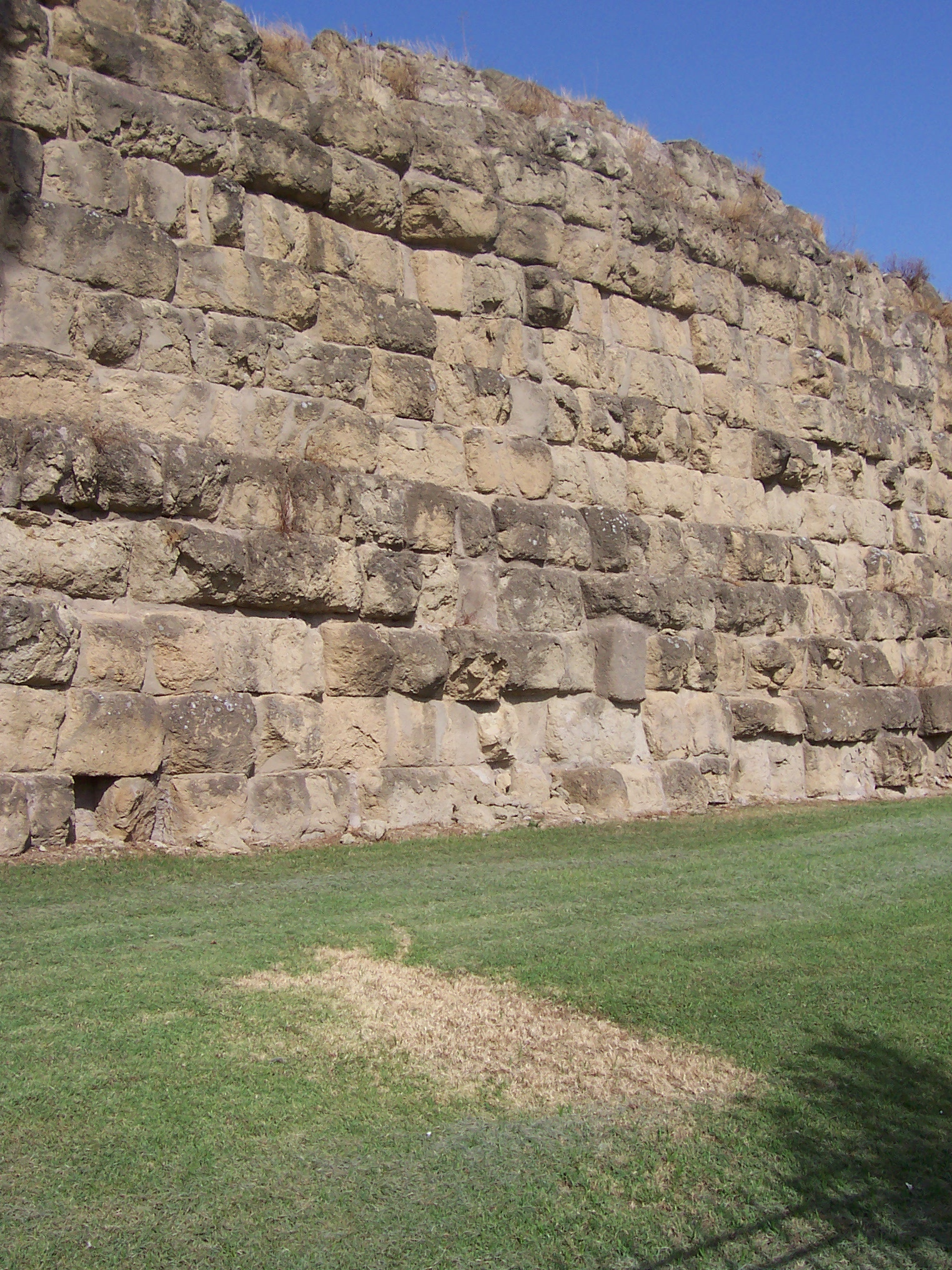
Muraille servienne élevée au moyen de tuf volcanique provenant de la Grotta oscura, VIe siècle av. J.-C.[22],[23].
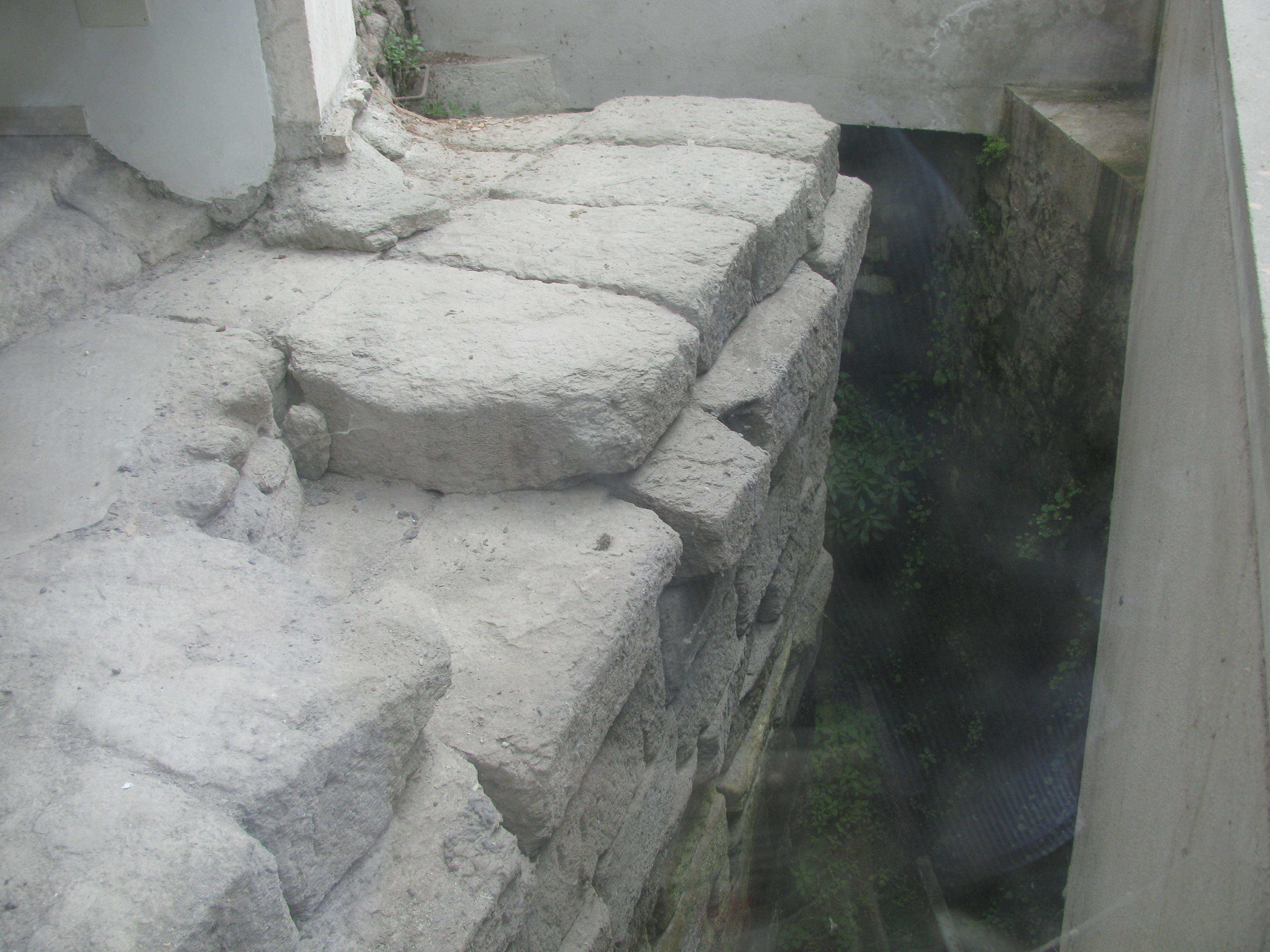
Fondations du temple de Jupiter capitolin, à Rome
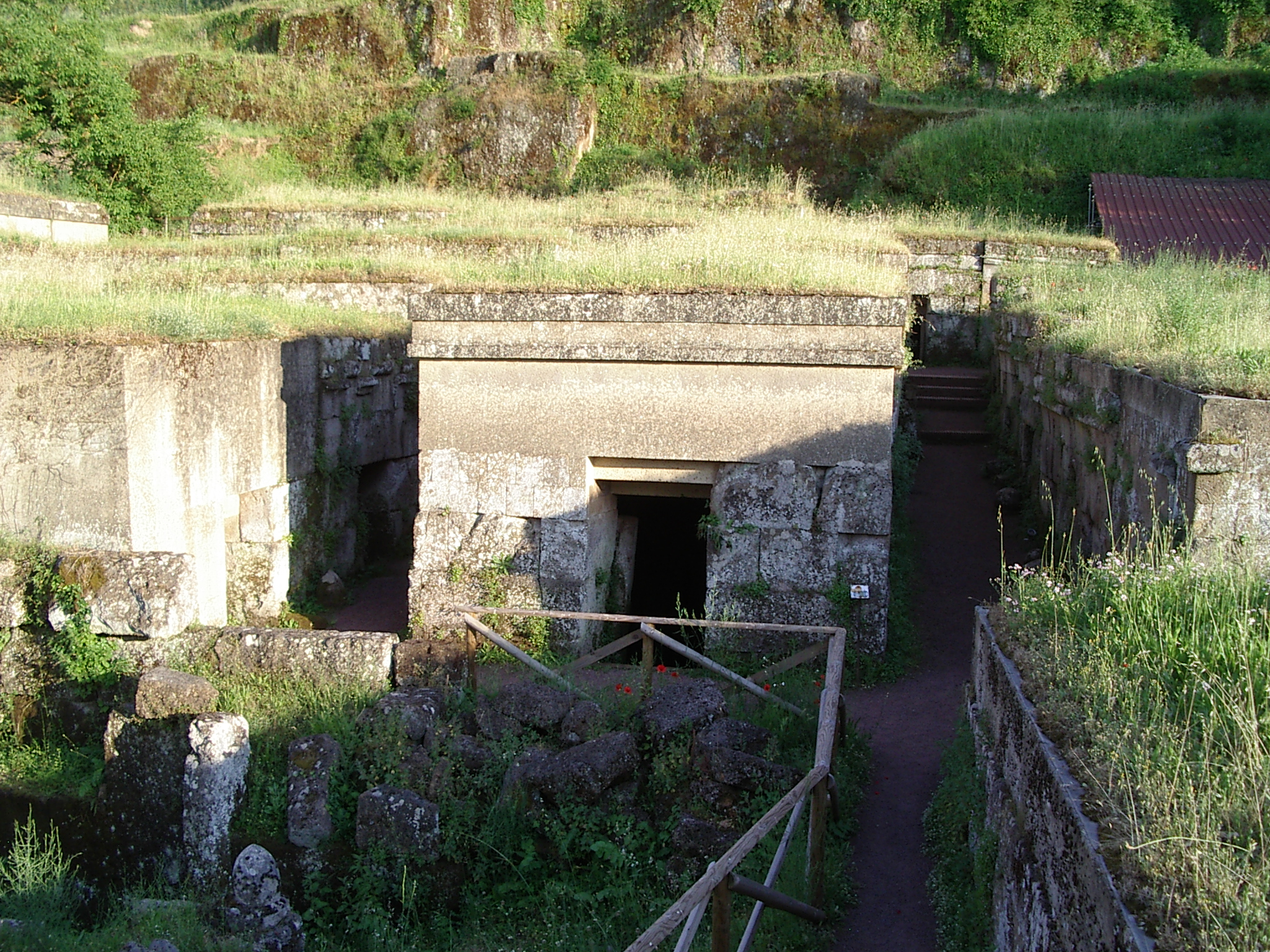
Nécropole du Crucifix du Tuf, à Orvieto, province de Terni, en Ombrie. Site funéraire étrusque dont l'assise est attribuée au VIIIe siècle av. J.-C.
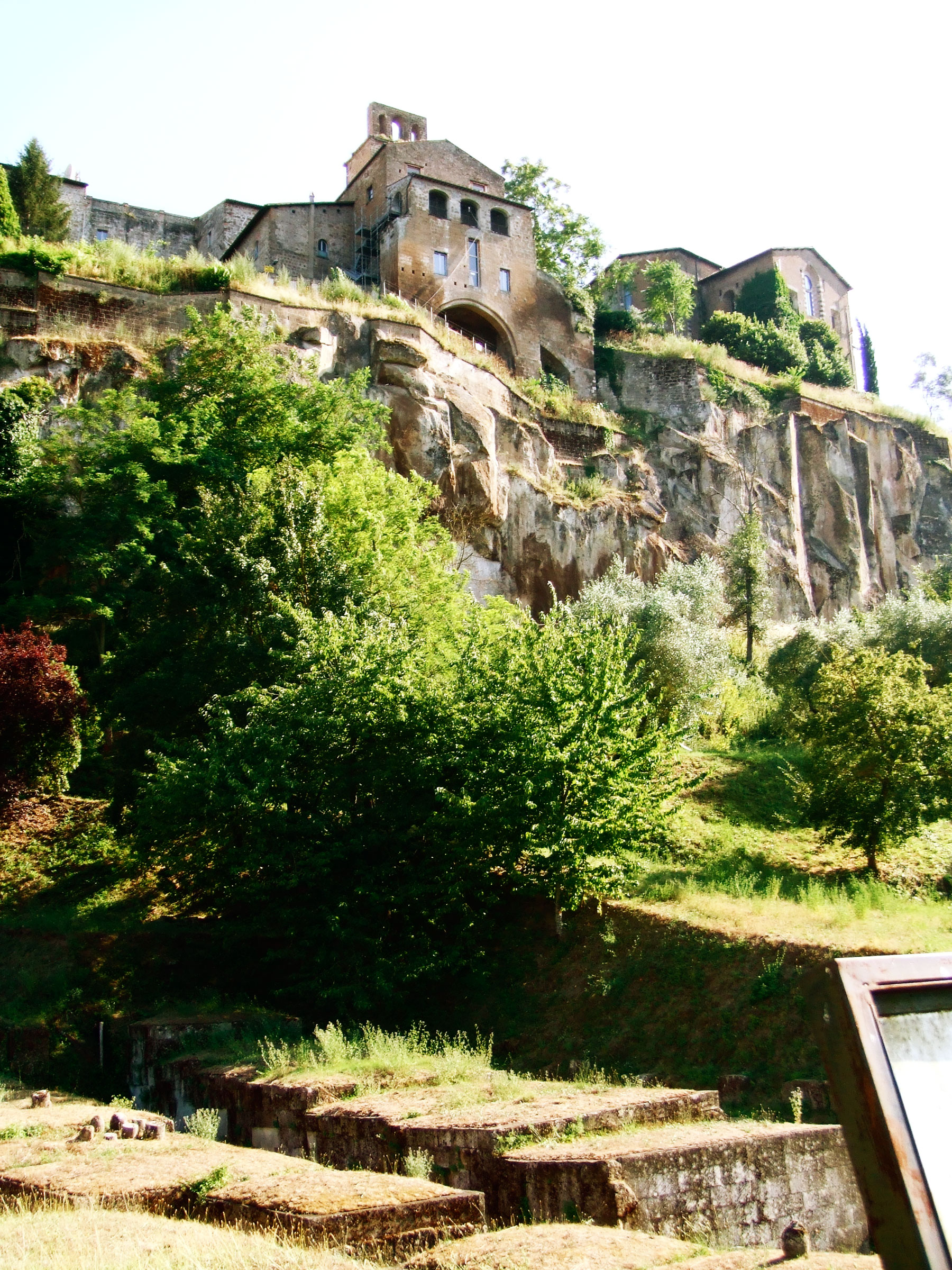
Contreforts sédimento-volcaniques du site d'Orvieto composés de tuf.
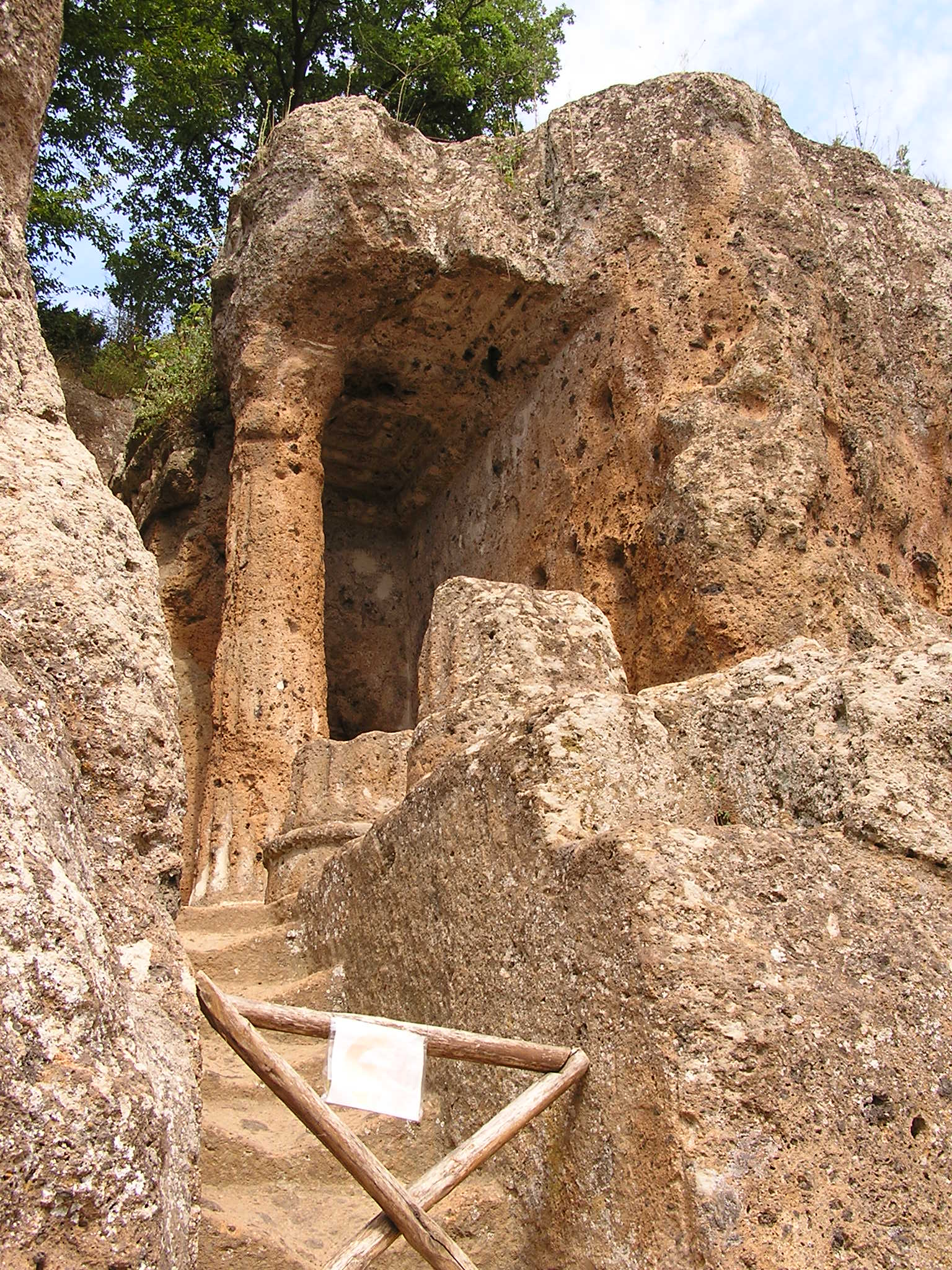
Nécropole étrusque de Sovana taillée à même la colline de tuf (Area del Tufo).
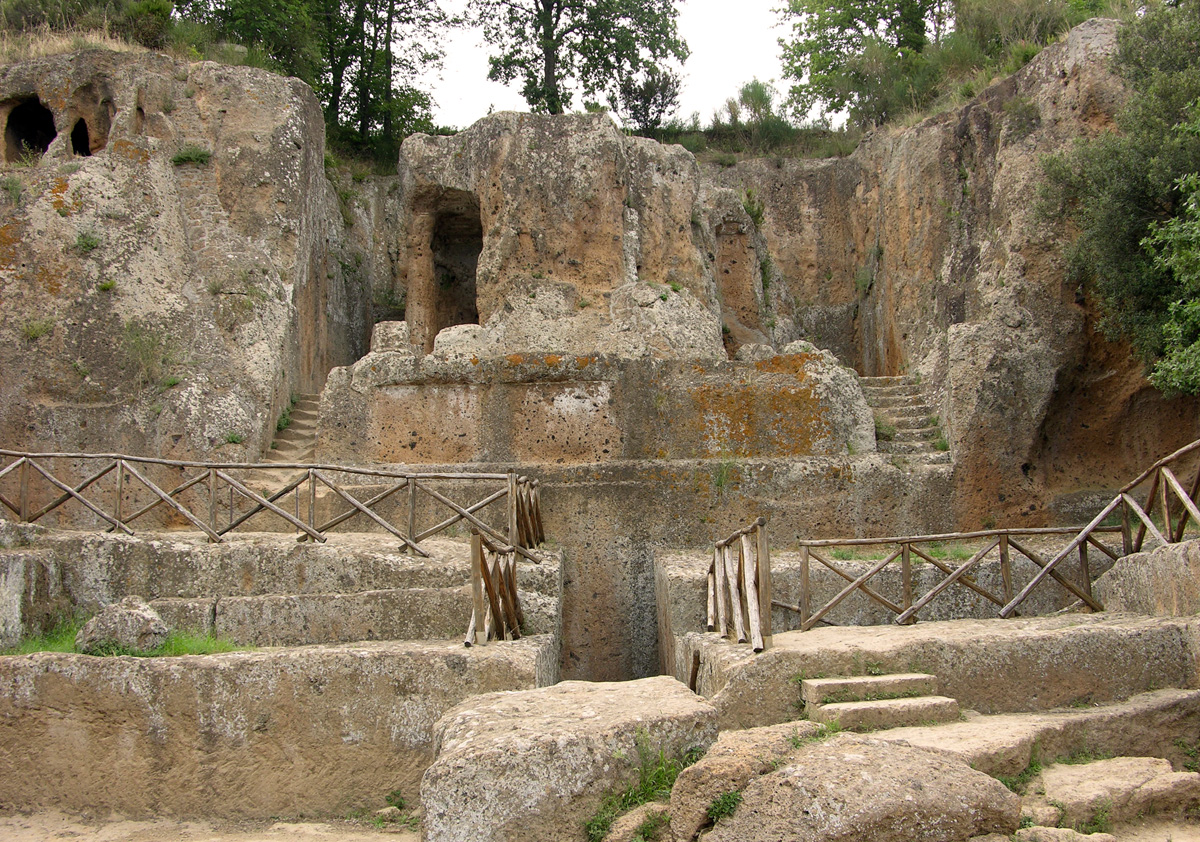
Infrastructure funéraire étrusque au sein de l'Area del Tufo.
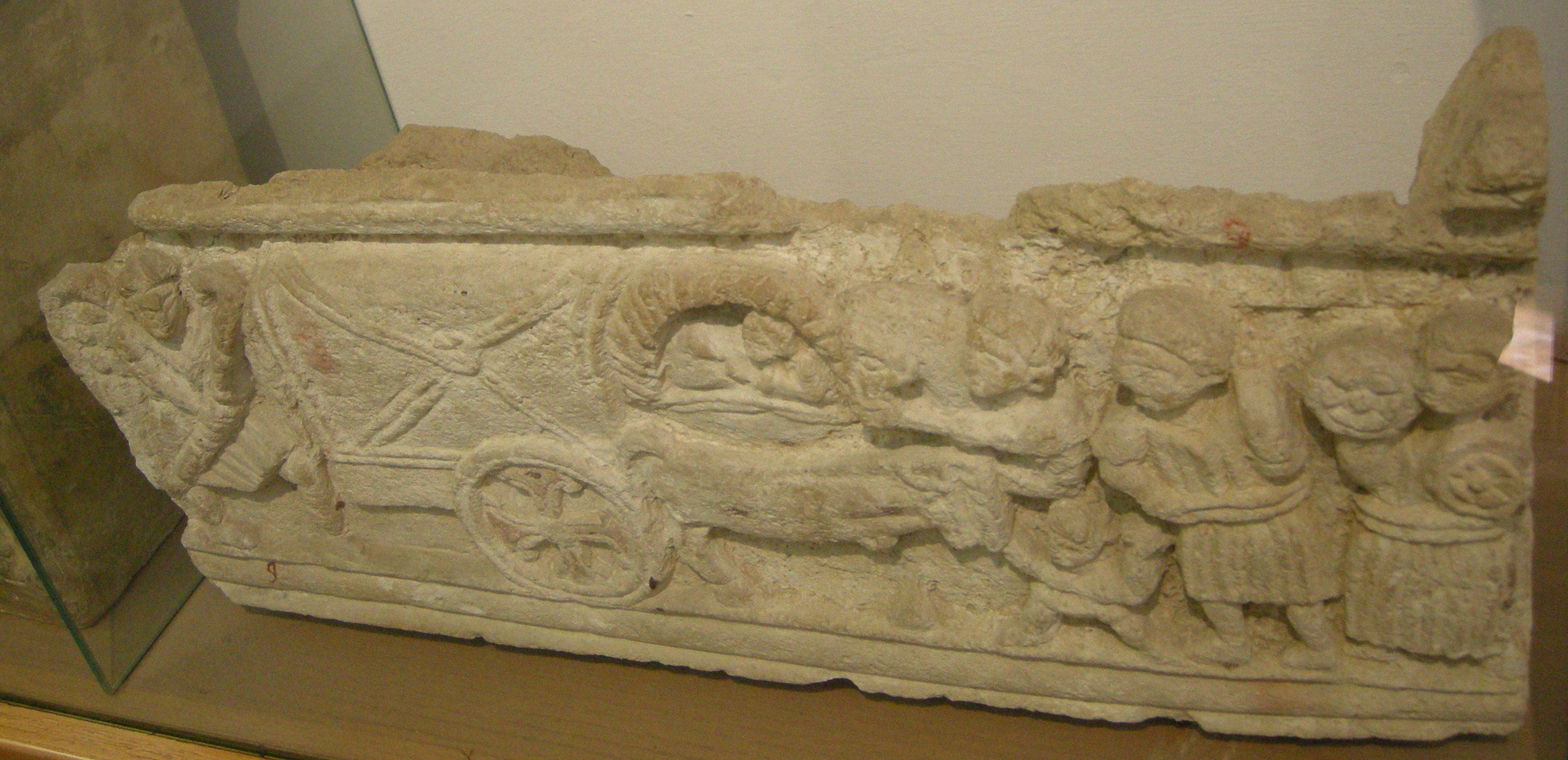
Paroi de tombeau étrusque en tuf volcanique, sculptée par technique dite de bas-relief, , nécropole de « Velathri ».

Dans une moindre mesure, la pierre sédimento-volcanique est également consacrée au domaine artisanal de la sculpture étrusque. Pour exemple, ce bas-relief mis au jour in situ d'un tombeau creusé et ouvragé dans de la pierre tufée. Celui-ci, recouvrant pour totalité l'une des parois de ladite sépulture, est découvert au cours du XVIIe siècle. La structure mortuaire appartient à un vaste ensemble funéraire attribué du VIIe siècle av. J.-C. au Ier siècle av. J.-C., et trouve par ailleurs son emplacement dans la périphérie de la cité-état de « Velathri ».
Ces multiples domaines artisanaux témoignent de l'aisance et de plasticité avec lesquelles le tuf est travaillé. D'autre part, ils mettent en évidence l'abondance dont en sont pourvues les terres étrusques et par conséquent l'enjeu économique que représente son extraction et sa manufacturation.

### Exploitation et artisanat dumarbre
La production architecturale et statuaire étrusque témoigne de l'utilisation de trois types de marbre : le marbre de Carrare, le marbre rouge de Volterra et le marbre de « Luna ». Bien que qu'ayant pris un essor notable à l'époque de l'Empire romain, l'exploitation et production du marbre de Carrare est toutefois attestée à une époque tardive au sein du domaine industriel étrusque. Il s'agit d'un marbre de couleur blanche, comportant parfois des entrelacs à chromatique gris et nuancés de vert,,. La roche est extraite du massif alpin des apuanes, au Nord-Ouest des terres étrusco-toscanes. La principale cité bénéficiant de cette manne minéralogique se révèlerait être « Pufluna », laquelle se situe aux alentours de Carrare,,,,. En revanche, la documentation archéologique concernant des artéfacts étrusques ouvragés dans ce type de marbre blanc, demeure très succincte, voire quasi nulle. En effet, bien que cette roche soit issue du sous-sol de l'Étrurie apuane, aucune occurrence relevant d'une « koinè » artisanale étrusque n'a pu être certifiée et concrétisée,.
En contre-point, le marbo lunies, provenant de la colonie étrusque de « Luna », en Ligurie et le marbre rouge d'El Circeo, proche du site urbain de « Cisra », possèdent une paternité d'exploitation accréditée aux étrusques,,,. Entre autres occurrences, on retiendra tout particulièrement la sculpture frontale en bas-relief ornant un sarcophage étrusque et mis au jour au sein de la nécropole de Banditaccia proche du site de « Cisra ». L'œuvre, sculptée en marbre rouge provenant de San Felice Circeo, est attribuée au VIe siècle av. J.-C., période archaïque étrusque.

Artéfacts étrusques ouvragés en marbre de Luna
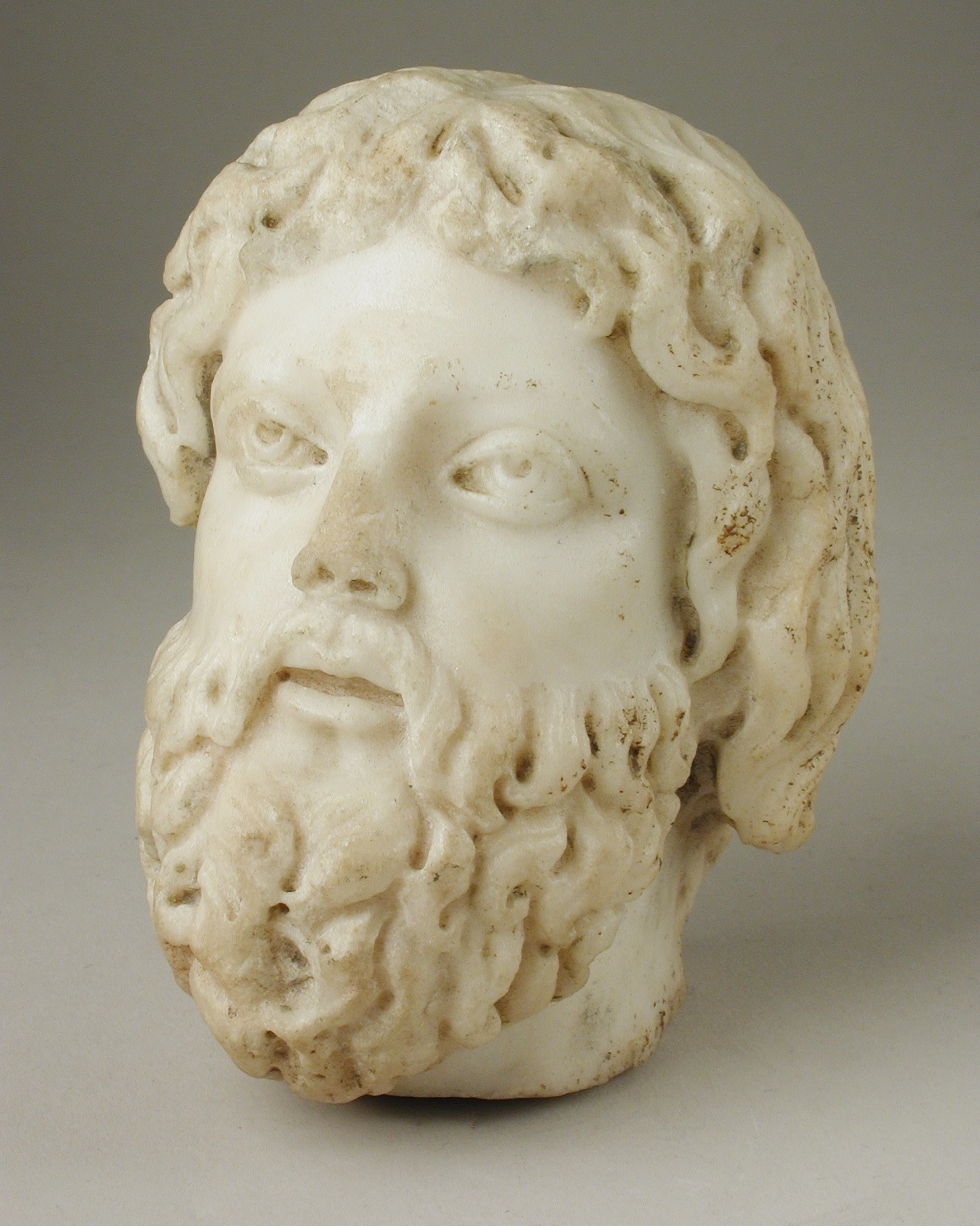
Ex-voto étrusque réalisée en marbre issu du site étrusco-ligure de « Luna », représentant la tête d'un défunt.
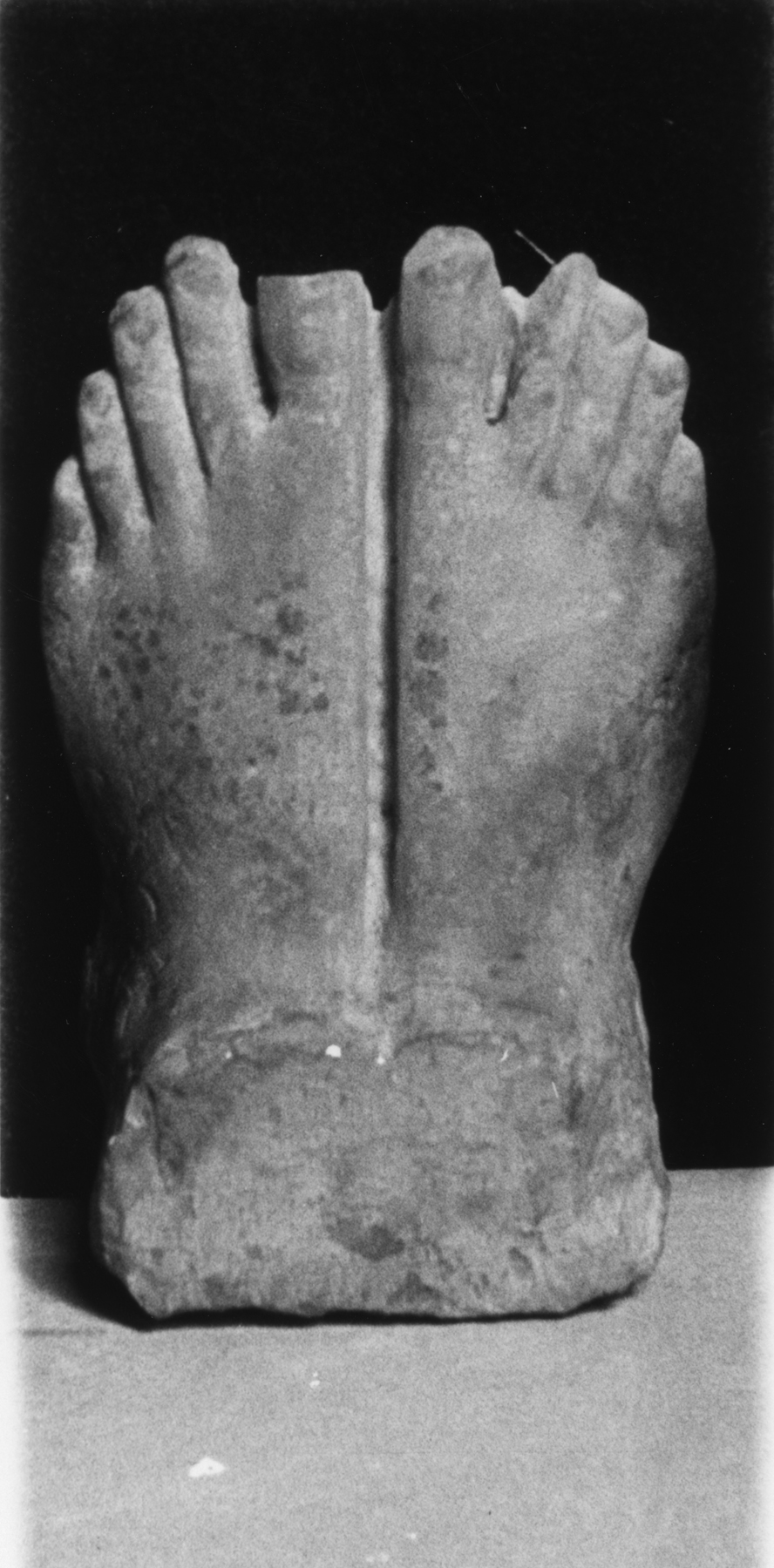
Vestige d'un ex-voto funéraire étrusque ouvragé en marbre de « Luna ».
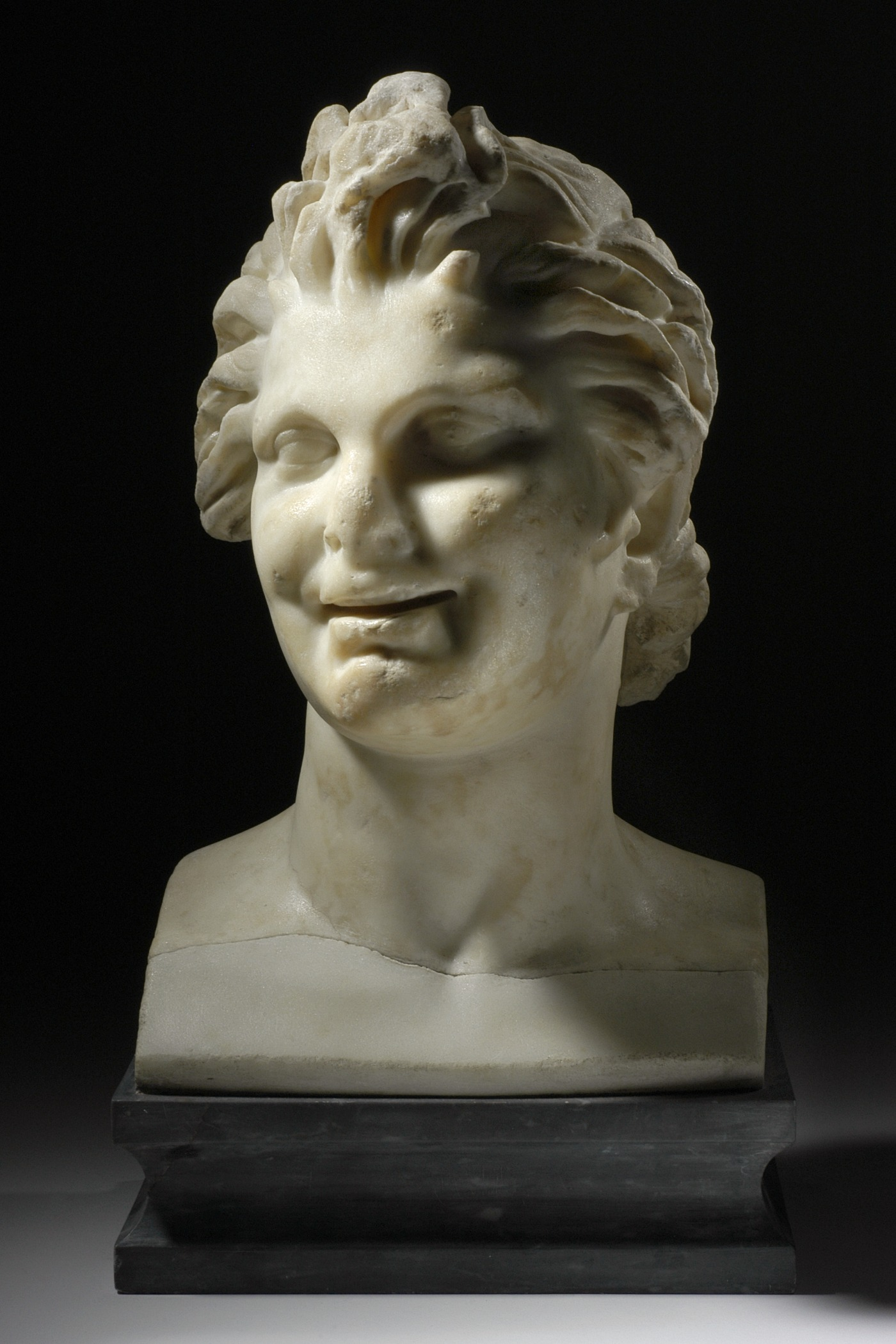
Œuvre en buste.
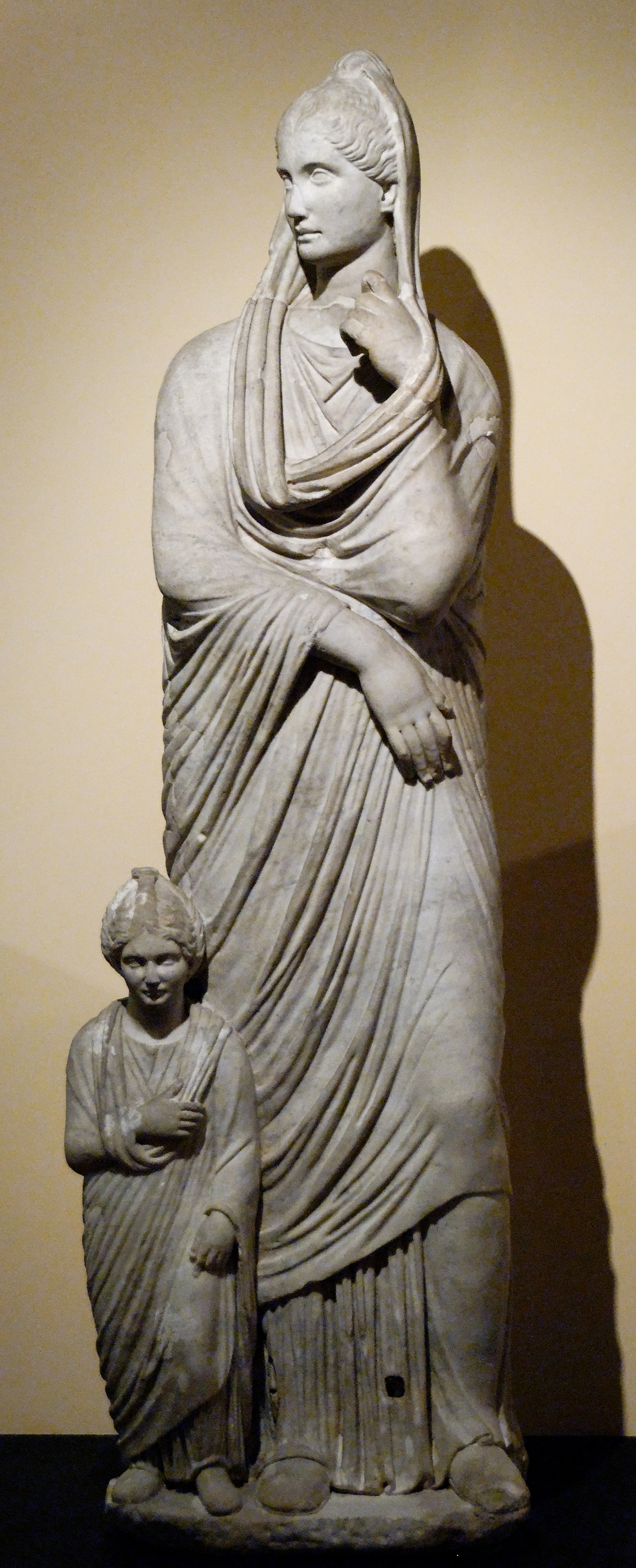
Femme et son enfant. Sculpture en marbre issue de d'artisanat étrusque.
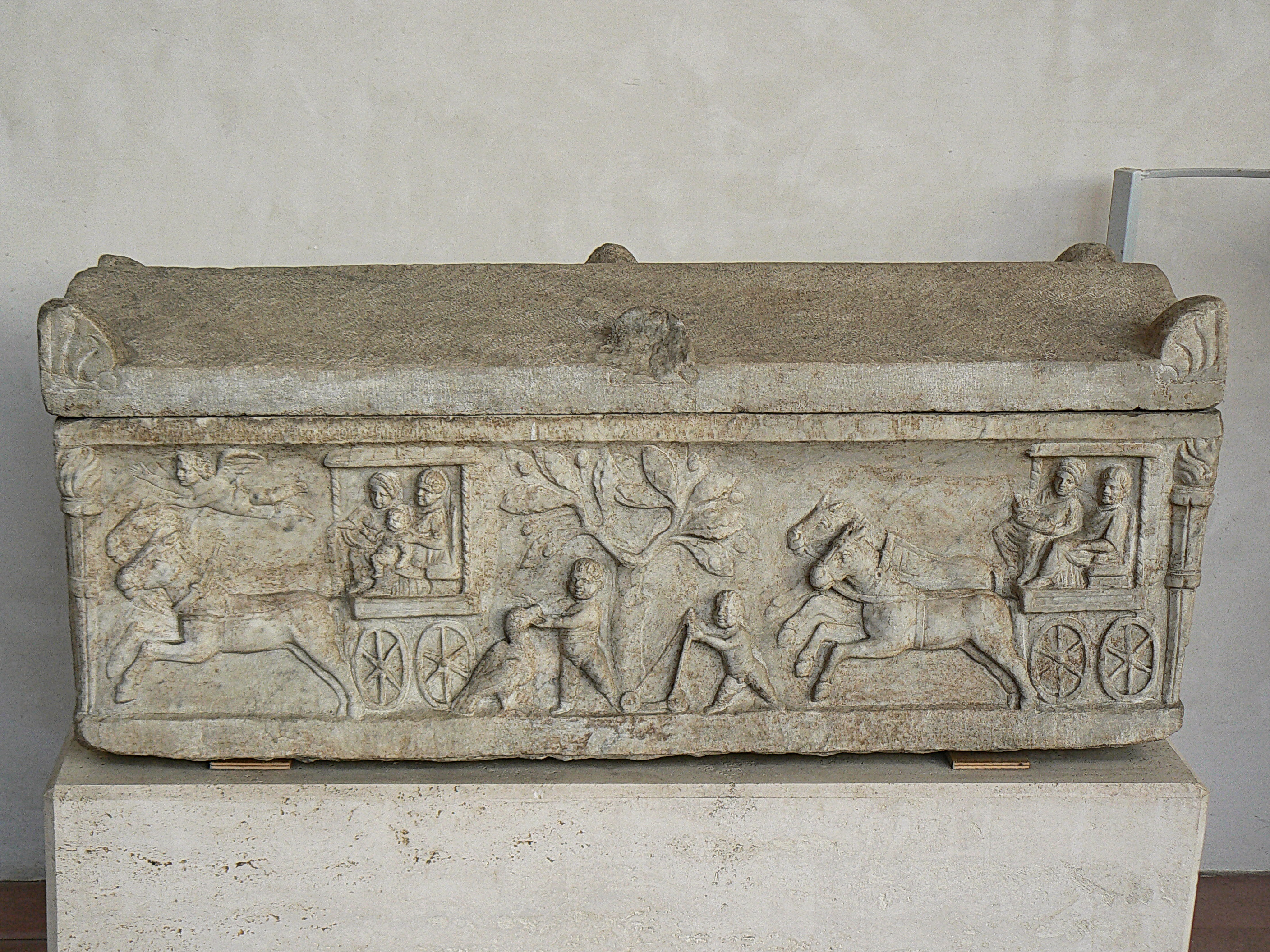
Sarcophage étrusque taillé dans un marbre de « Luna », ornementé d'un bas-relief mis en appareillage.
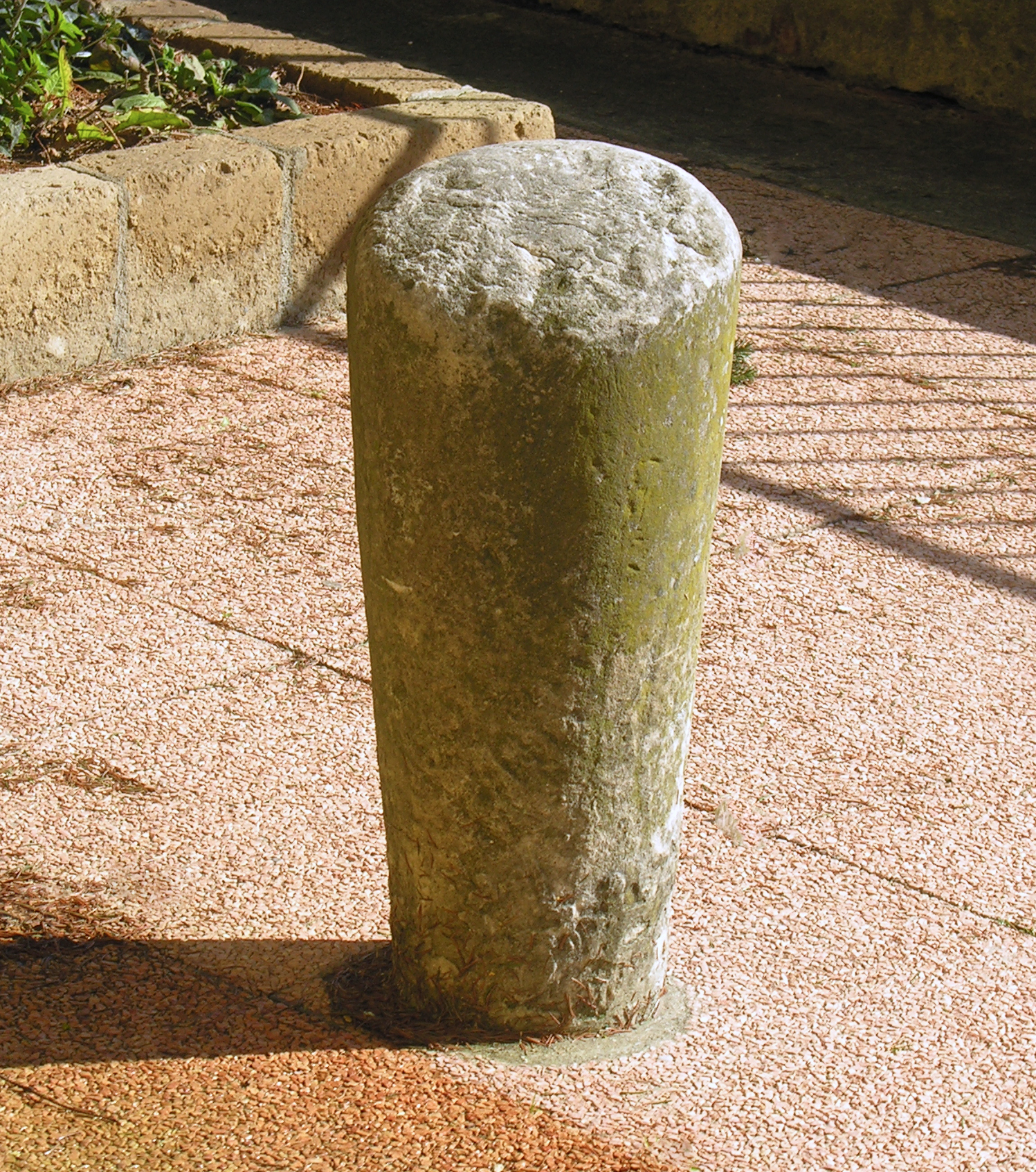
Cippe funéraire étrusque en marbre.

Exemples d'ouvrages étrusques en marbre rouge de El Circeo
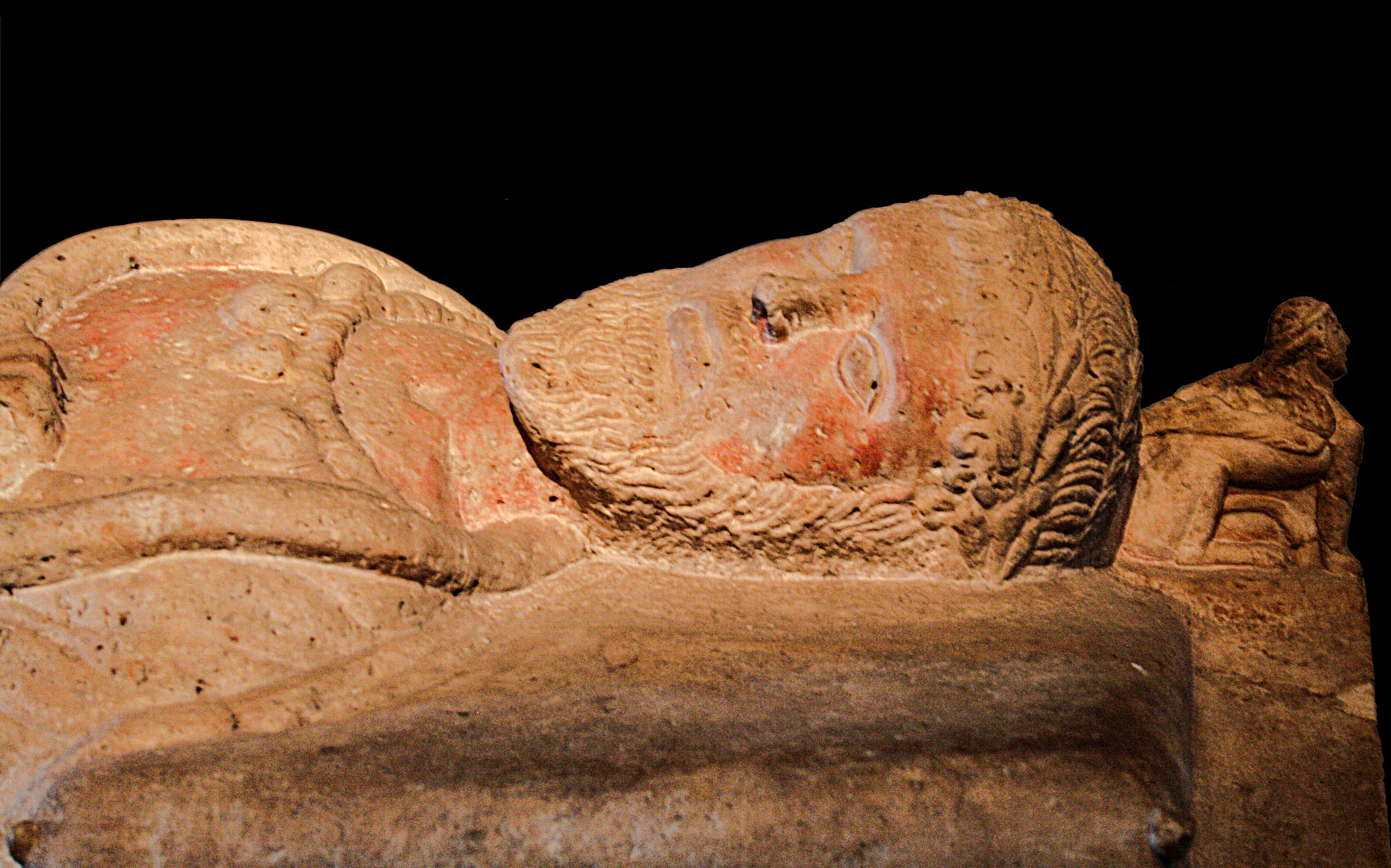
Sarcophage en bas-relief ouvragé en marbre de El Circeo à chromatique rouge, nécropole de Banditaccia, près du site étrusque de « Cisra »[42]. Actuellement conservé au Museo Gregoriano Etrusco du Vatican[43].
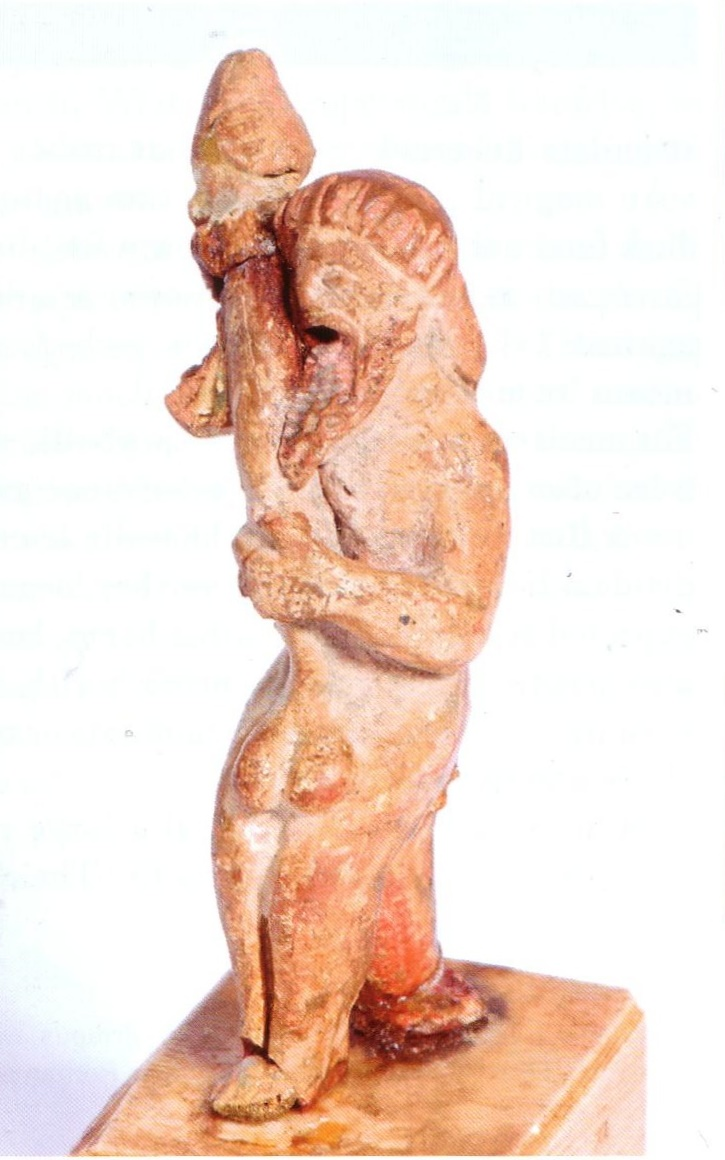
Votif étrusque figurant un priape. Œuvre confectionnée en marbre provenant de San Felice Circeo.

### Exploitation et artisanat de lapierre d'albâtre
La pierre d'albâtre, remarquablement mieux représentée dans l'artisanat des matériaux à caractère minéral que le marbre, est en outre dotée d'un grain plus important, mais toutefois moins dense que ce dernier. Cette caractéristique lui confère une plasticité plus substantielle que ladite roche également métamorphique. La mise en œuvre de l'albâtre, c'est-à-dire sa taille, son ciselage et son polissage, en est par conséquent facilitée. Pour autant, ce matériau à déterminant métamorphique et calcique est situé au sein de couches sédimento-stratigraphiques plus profondes que celles du marbre. Pour l'exploitation industrielle étrusque, cette donnée présente donc un désavantage significatif. De surcroît, les carrières d'albâtre sont essentiellement concentrées dans la partie centro-occidentale du territoire étrusque. Sous cet angle, et a contrario des gisements étrusques de marbre, on peut définir une répartition spatiale déséquilibrée de la roche blanche : les carrières d'extraction de l'albâtre n'affichent pas d’homogénéité spatiale au sein des terres étrusques. Les études géologiques, confortées par les fouilles archéologiques, attestent et confirment que les zones d'exploitation de cette roche se localisent précisément aux alentours du complexe urbain de « Velathri ». De facto, compte tenu de la multiplicité des indices sédimento-archéologiques autour et in locare de la cité-état étrusque, il est probable que cette dernière a fait de l'extraction et de la manufacture de la pierre d'albâtre, ses principales activités économiques,.
Au travers des nombreux ex-voto appartenant au catalogue archéologique étrusque, la production industrielle de la pierre d'albâtre apparaît très clairement et essentiellement au sein du domaine artisanal funéraire étrusque. Ces derniers observent généralement des formes de cippes, d'urnes cinéraires, de bas-reliefs ornant des tombeaux, ou encore des artéfacts statutiformes provenant de viatiques funéraires,,,. Néanmoins, on peut objecter ce seul constat. En effet, certaines occurrences mises au jour révèlent que le corpus artisanal de la roche sédimento-métamorphique est également étendu à un cursus architectural et urbanistique étrusques,,,. On a ainsi découvert des éléments en appareillé, incorporés et / ou  réemployés au sein d'infrastructures fortifiées, de murs porteurs, ou encore de parois funéraires. Ces artéfacts ouvragés en albâtre aspectent soit une forme de moellon, soit une forme de pierre taillée à caractère stricto sensu rectiligne,,.

Exemples d'objets étrusques confectionnés au moyen de la pierre d'albâtre
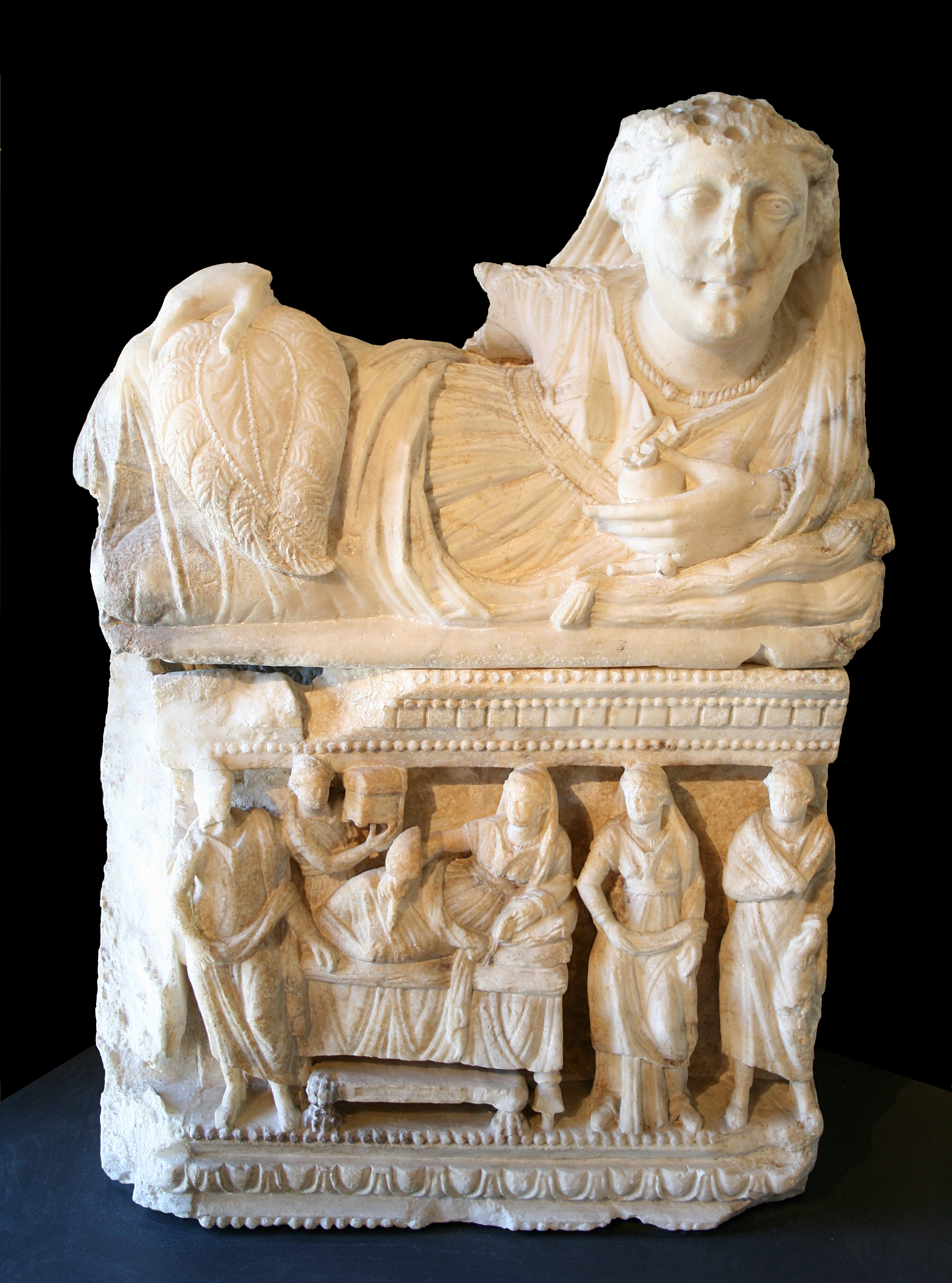
Urne cinéraire en albâtre - collection dite du Groupe Ionic Kymation I conservée et exposée au Museo Gregoriano Etrusco. Artéfact attribué au IIIe siècle av. J.-C. / IIe siècle av. J.-C.
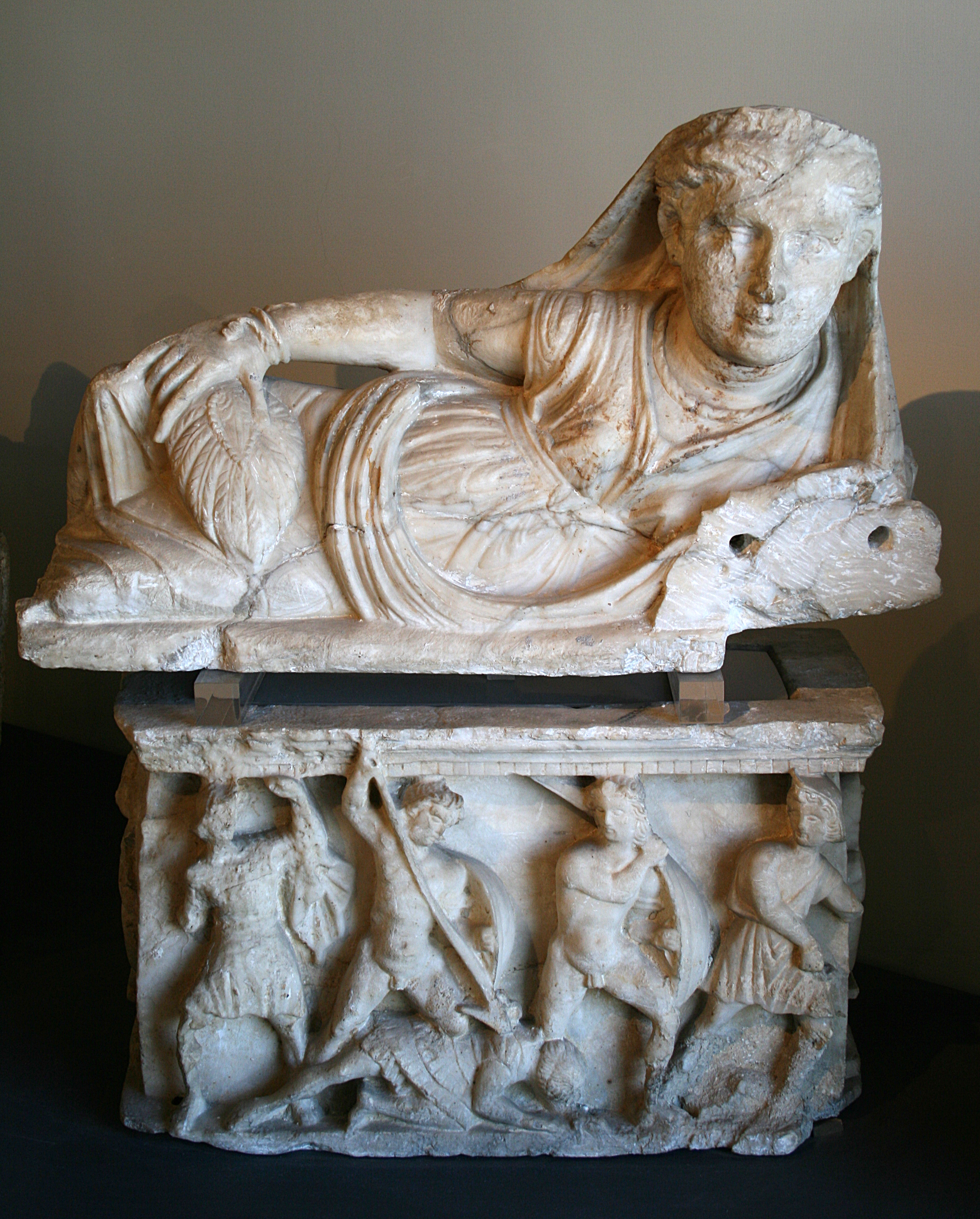
Urne funéraire en pierre d'albâtre - Groupe Anfora Liscia. Objet datant du IIe siècle av. J.-C. ; conservé au Musée du Vatican.
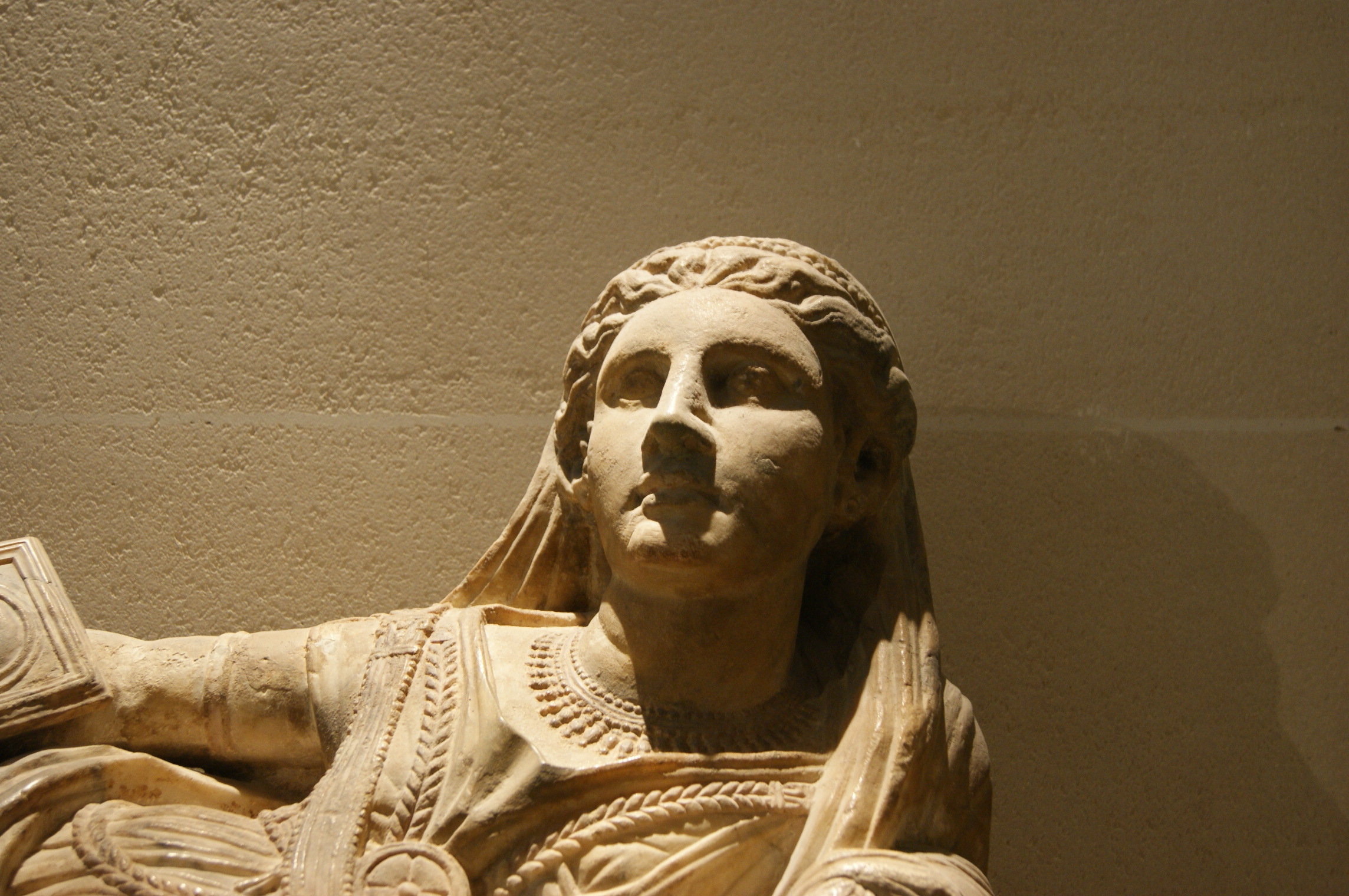
Couvercle d'une urne cinéraire : sculpture dite la « Femme au Miroir ». Ici, le détail du buste[g].
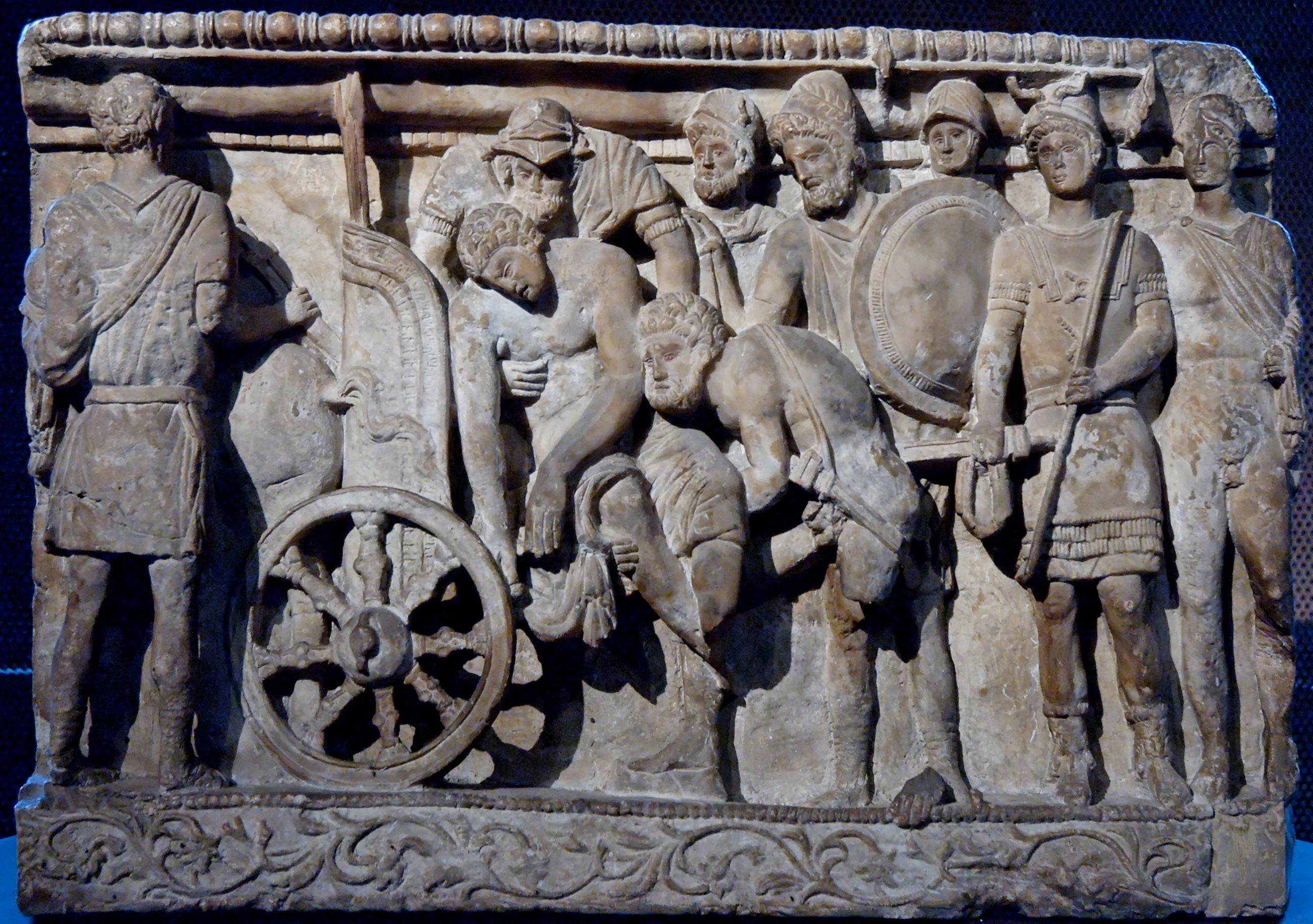
Bas-relief ouvragé en albâtre provenant de « Velathri ». Œuvre sculptée et indexée au IIe siècle av. J.-C. (période hellénistique étrusque)[h]
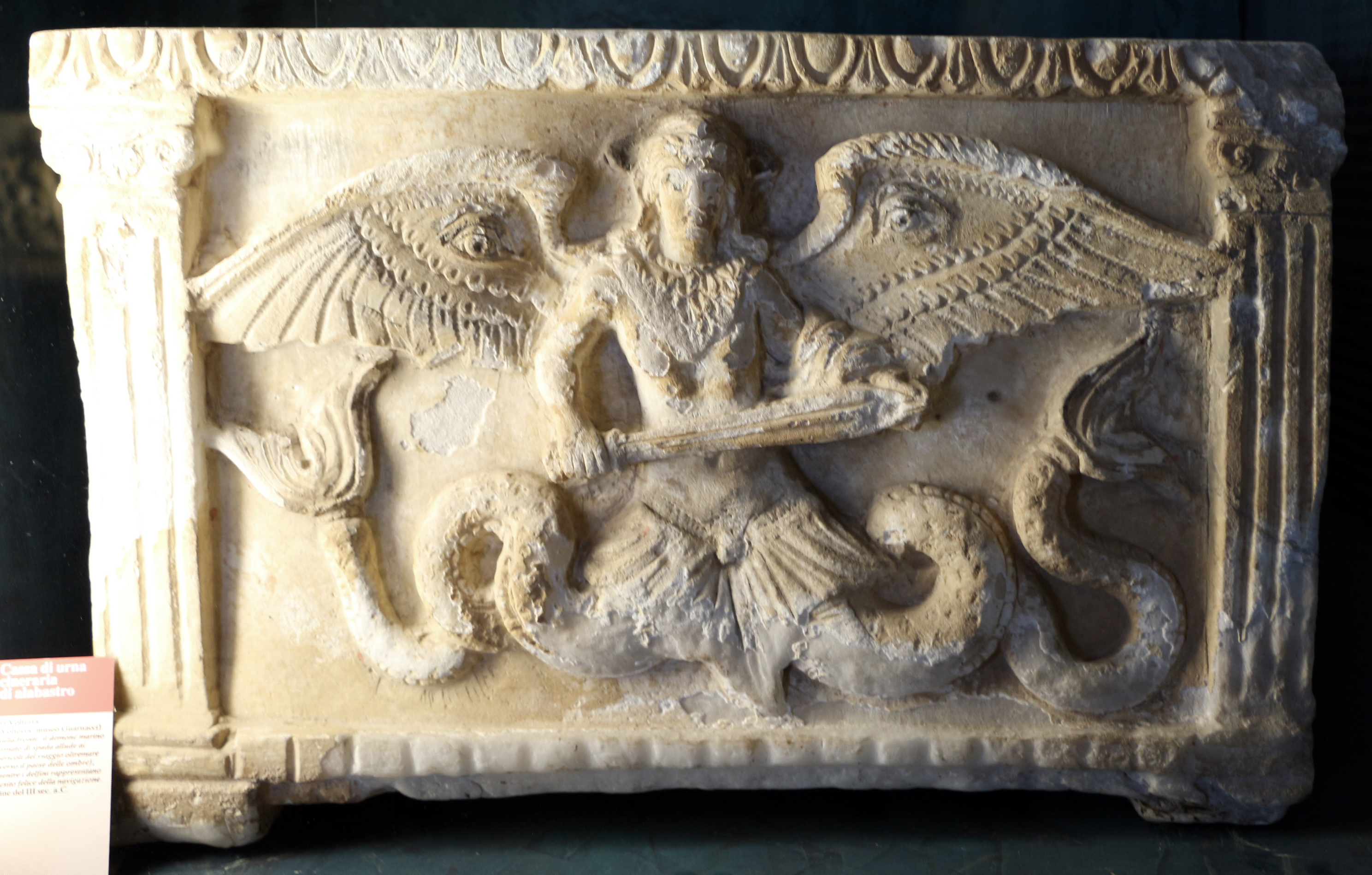
Bas-relief en albâtre sculpté à flanc de paroi d'un tombeau étrusque. Ouvrage figurant une scène mythologique. Artéfact attribué aux alentours de -210. Conservé au musée de l'albâtre à Volterra.
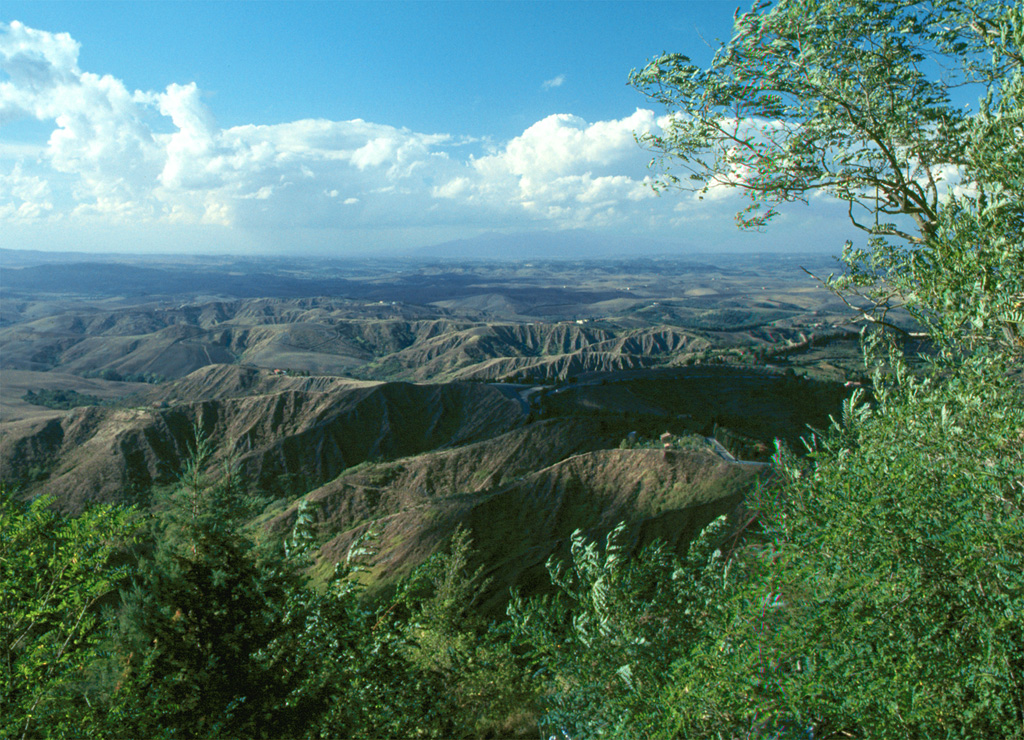
Massif volcanique de Balze dans l'Apennin septentrional, à proximité de « Velathri ». Lieu probable d'où les étrusques extrayaient la pierre d'albâtre.

### Exploitation de lapierre calcarénitique
La pierre calcarénitique est une espèce minérale à déterminant grèsier qui se forme à partir d'un processus de sédimentation de composés sablonneux d'origine littorale et maritime. En  Étrurie, ce type de roche se développe essentiellement sur le pourtour du littoral tyrrhénien, et plus particulièrement au long de la partie septentrionale de la plaine côtière de Piombino. De ce fait, la principale cité étrusque bénéficiant de l'usage de ce matériau rocheux est « Pufluna ». Cette dernière s'en octroie le quasi-monopole économique et commercial. De couleur ocre, ce grès à la finesse granulométrique, également appelé panchina, est apprécié chez les Étrusques notamment pour l'élaboration d'ouvrages requérant une technique de finition, mais également des travaux nécessitant une relative patine,,,.
Par ailleurs, outre ses qualités de modelé concernant la conception d'objets à fort rendement artisanal, tel que les sculptures en bas-relief associées à des structures funéraires, l'exploitation et l'industrialisation de la roche calcarénitique, trouve son originalité pour son utilisation d'infrastructures architecturales complexes dont les murs porteurs, les fondations et les soubassements sont dans leur globalité réalisés à partir, et simultanément à même la panchina étrusque. Pour exemple notable, l'ensemble funéraire dit necropoli delle Grotte, sur le site de Piombino (province de Livourne), dont les structures d'habitat, attribuées au cours du VIIIe siècle av. J.-C., ont été creusées et excavées à flanc de falaise,,,. De manière factuelle, le catalogue archéologique du site de Baratti/« Pufluna » démontre que celles-ci ont été réemloyées à partir IVe siècle av. J.-C., notamment sous la forme d'un complexe funéraire hypogéen,,. Ce dernier se manifeste sous l'aspect de deux galeries funéraires, et l'axe médian formé par le dromos,,,,,.

Réalisation étrusque au moyen de la panchina : la nécropole delle Grotte
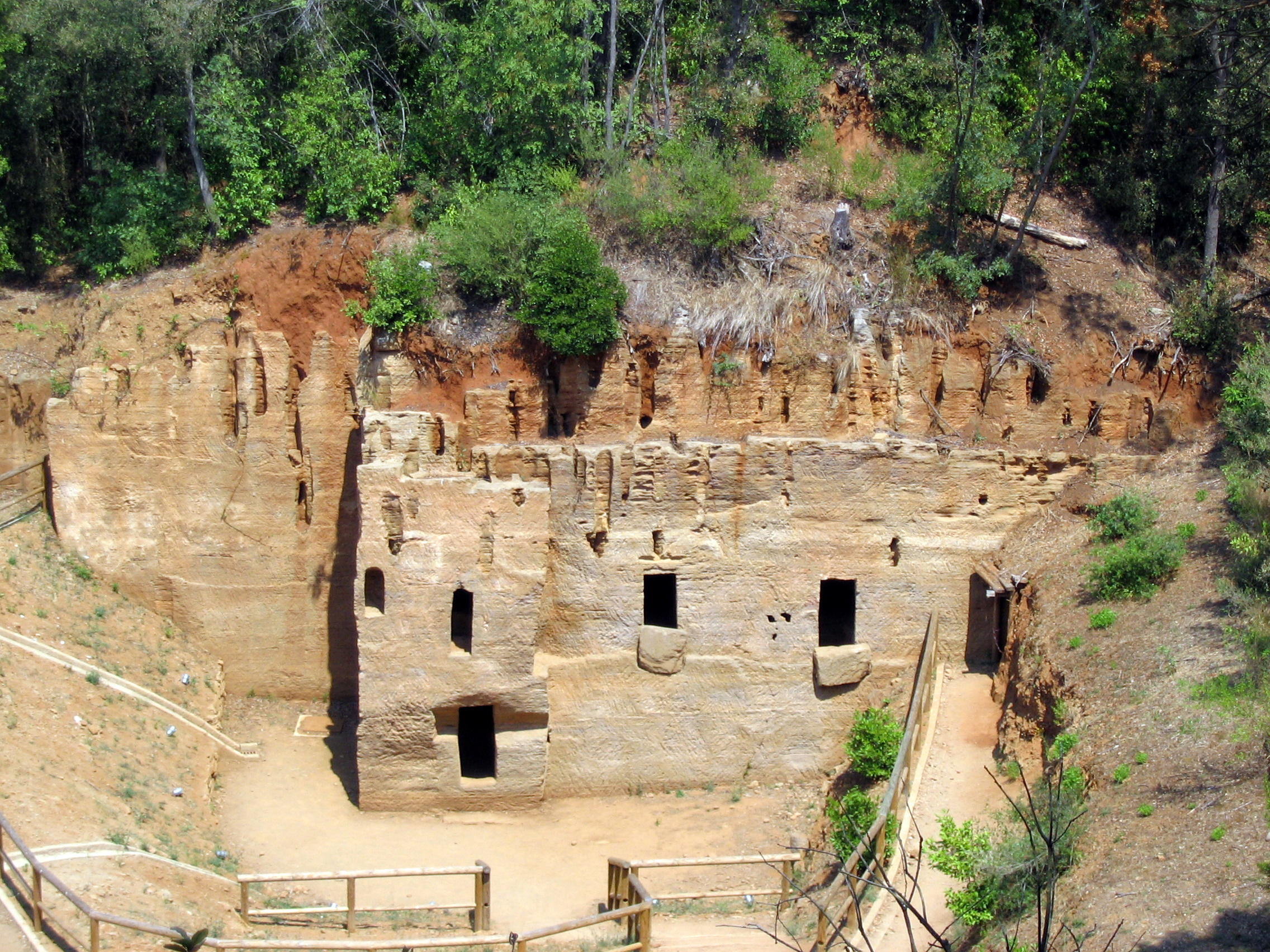
La necropoli delle Grotte, au sein du site de Piombino, édification étrusque taillée à même le grès calcarénitique et pourvue de deux hypogea, attribuée au IVe siècle av. J.-C. - IIe siècle av. J.-C.[71].

### Exploitation de lapietra fetida
En raison de ses qualités de modelage et de flexibilté, la pierre dite fétide,,, cette roche à déterminant sédimento-volcanique manifeste d'une importante capacité de mise en œuvre. Dans la terminologie spécifique à la sculpture, et de par ses caractéristiques minéralogiques, la pietra fetida est classée dans les pierres dites tendres, à l'instar du tuf, par exemple. La roche à effluves de soufre est exploitée et employée par les Étrusques dès la fin du VIIe siècle av. J.-C. et début du VIe siècle av. J.-C. Ladite pierre est ouvragée au sein de multiples disciplines artisanales et sous de multiples formes. Le corpus archéologique confirme ainsi deux principaux domaines industriels : d'une part le domaine architectural sous le biais de pierres taillées, et d'arc en appareillé,,, ; et d'autre part, le domaine de l'artisanat funéraire, les artéfacts confectionnés en pietra fetida se révélant sous forme de cippes, d'urnes cinéraires et de multiples ex-votos relevant de la figurine, ou encore aspectant une plastique de sculpture en bas-reliefs,.

Exemples d'artéfacts étrusques confectionnés au moyen de la pierre dite fétide
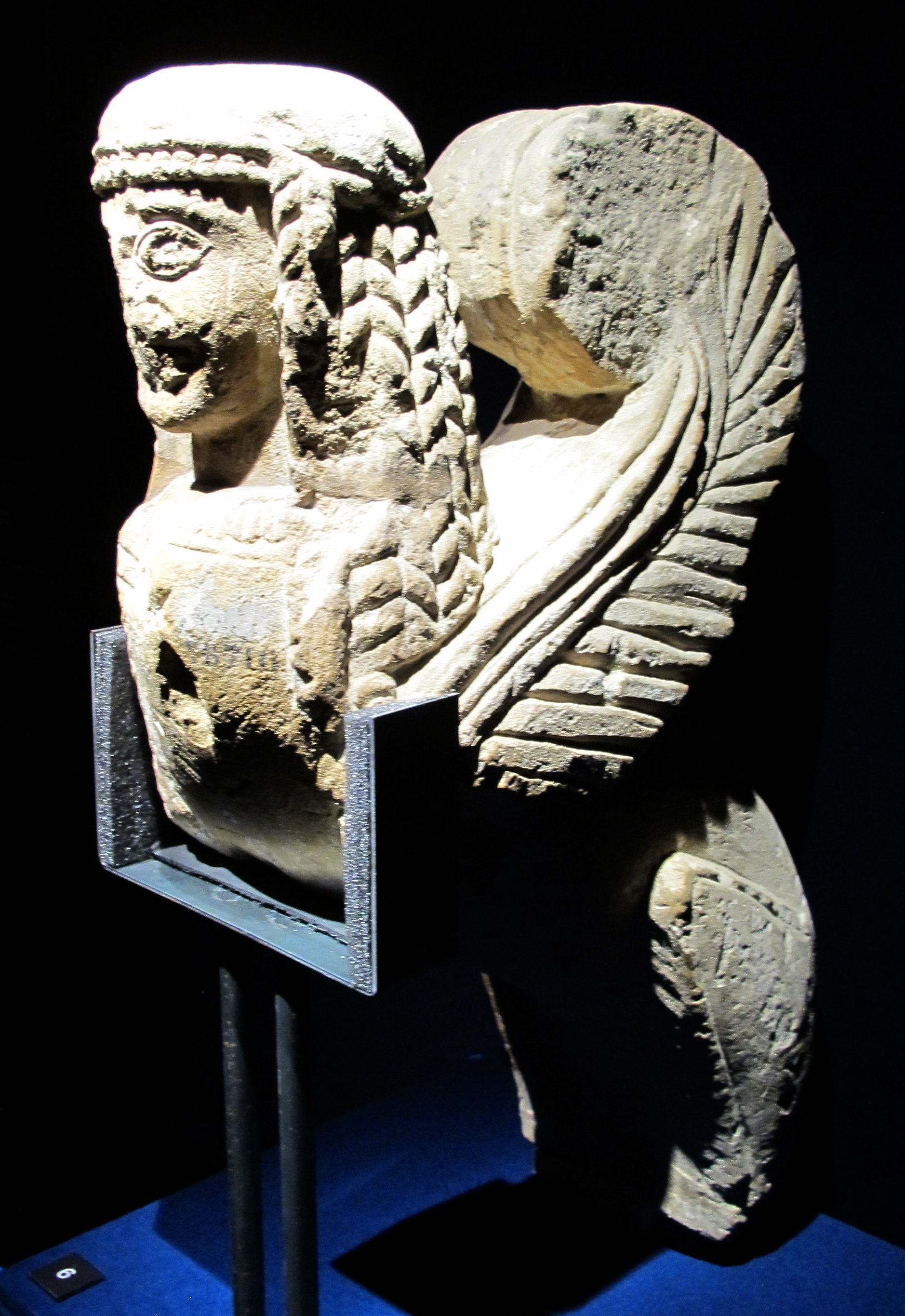
Œuvre sculptée en pietra fetida représentant un sphinx et faisant partie d'une sériation archéologique dénommée sphinge de Chiusi[k]. Ex-voto étrusque indexé au VIe siècle av. J.-C., appartenant à un mobilier funéraire mis au jour au sein de necropoli della Petada in situ du faubourg de Chianciano, près de « Clevsin »[86],[87],[88].
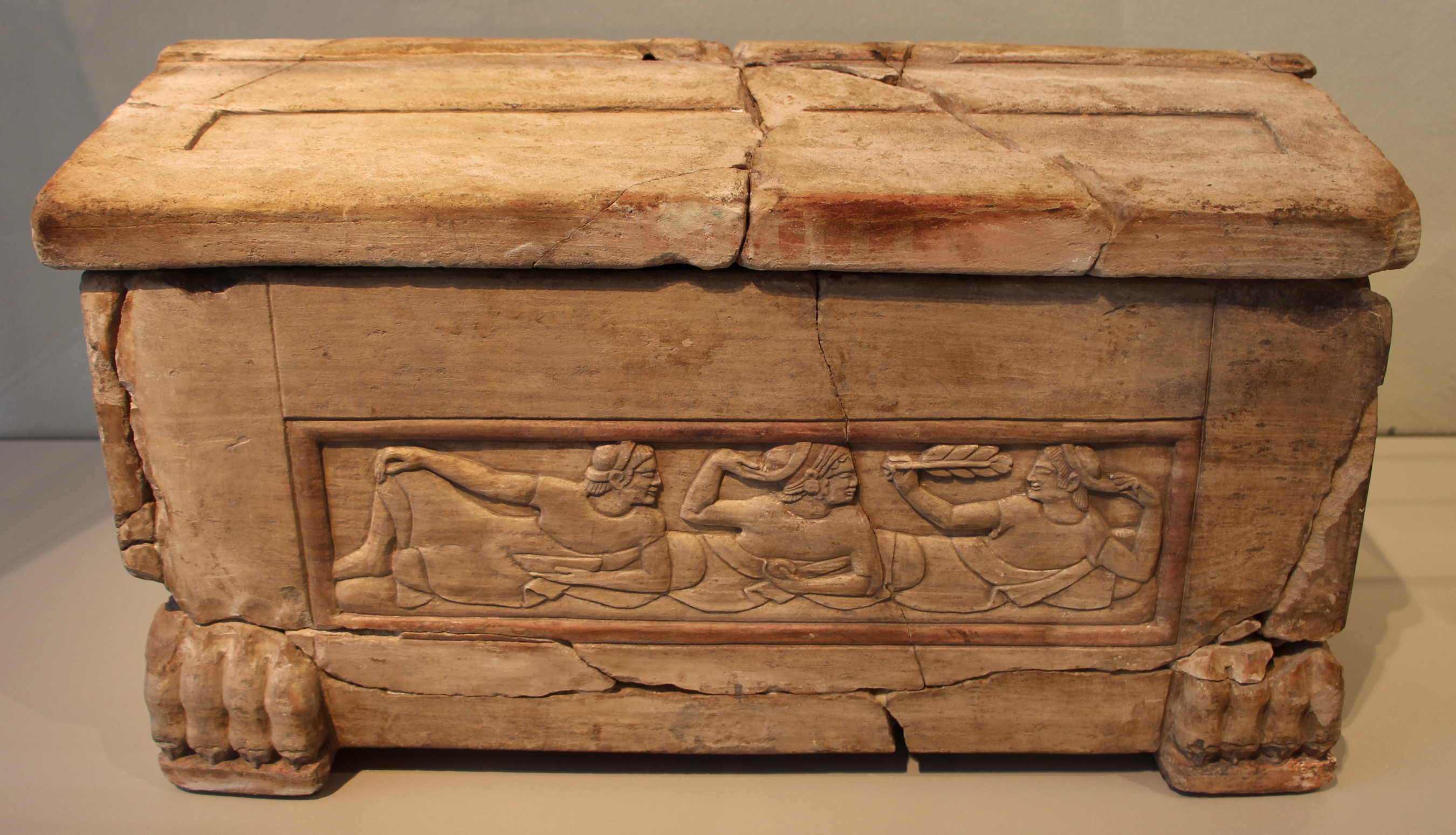
Urne cinéraire ouvragée en pierre fétide. Pièce attribuée aux environs de la fin du VIe siècle av. J.-C. (-520 / -500). Découverte en contexte funéraire près de « Clevsin ».
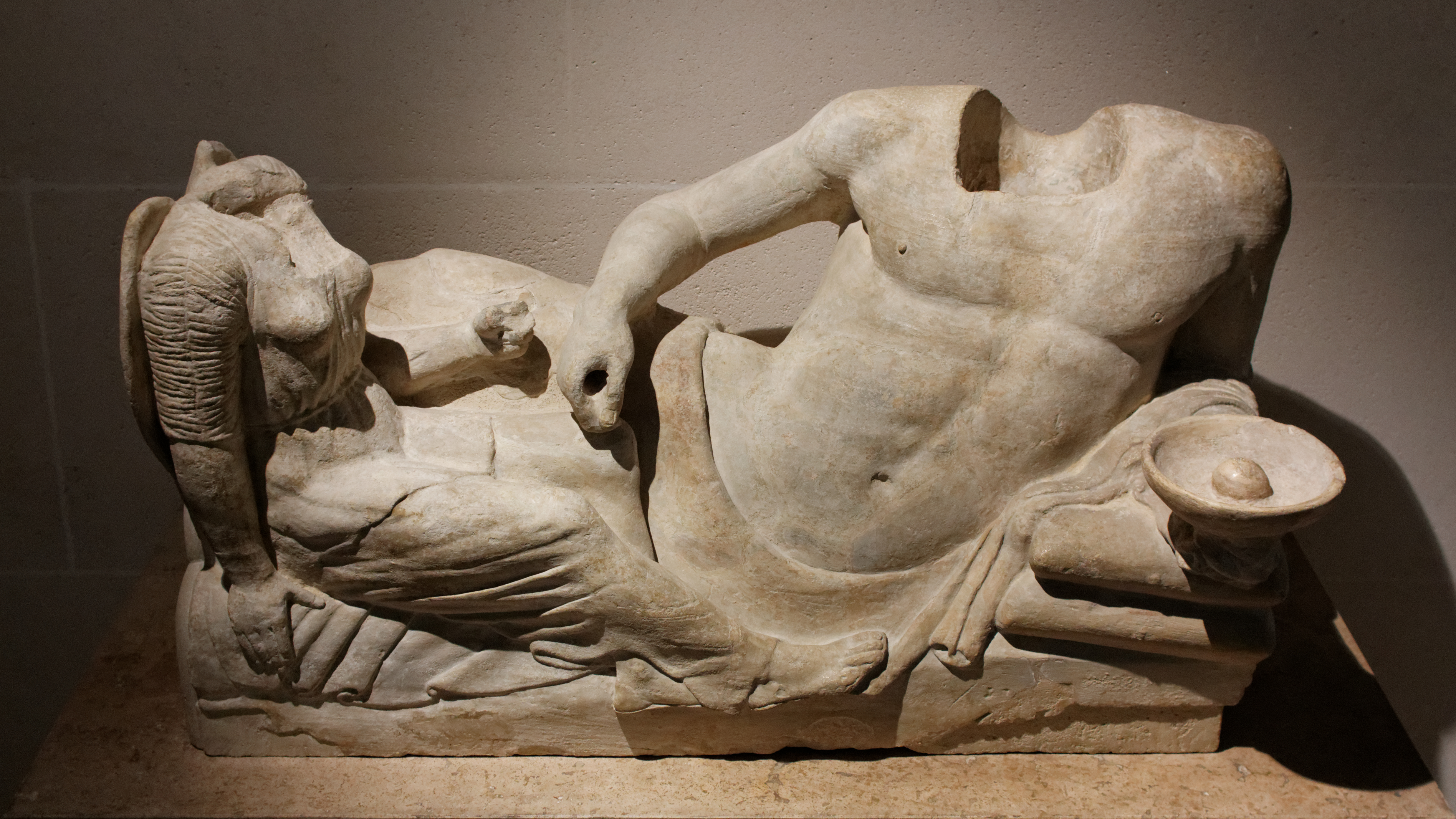
Couvercle et réceptacle (cuve) cinéraires [l].
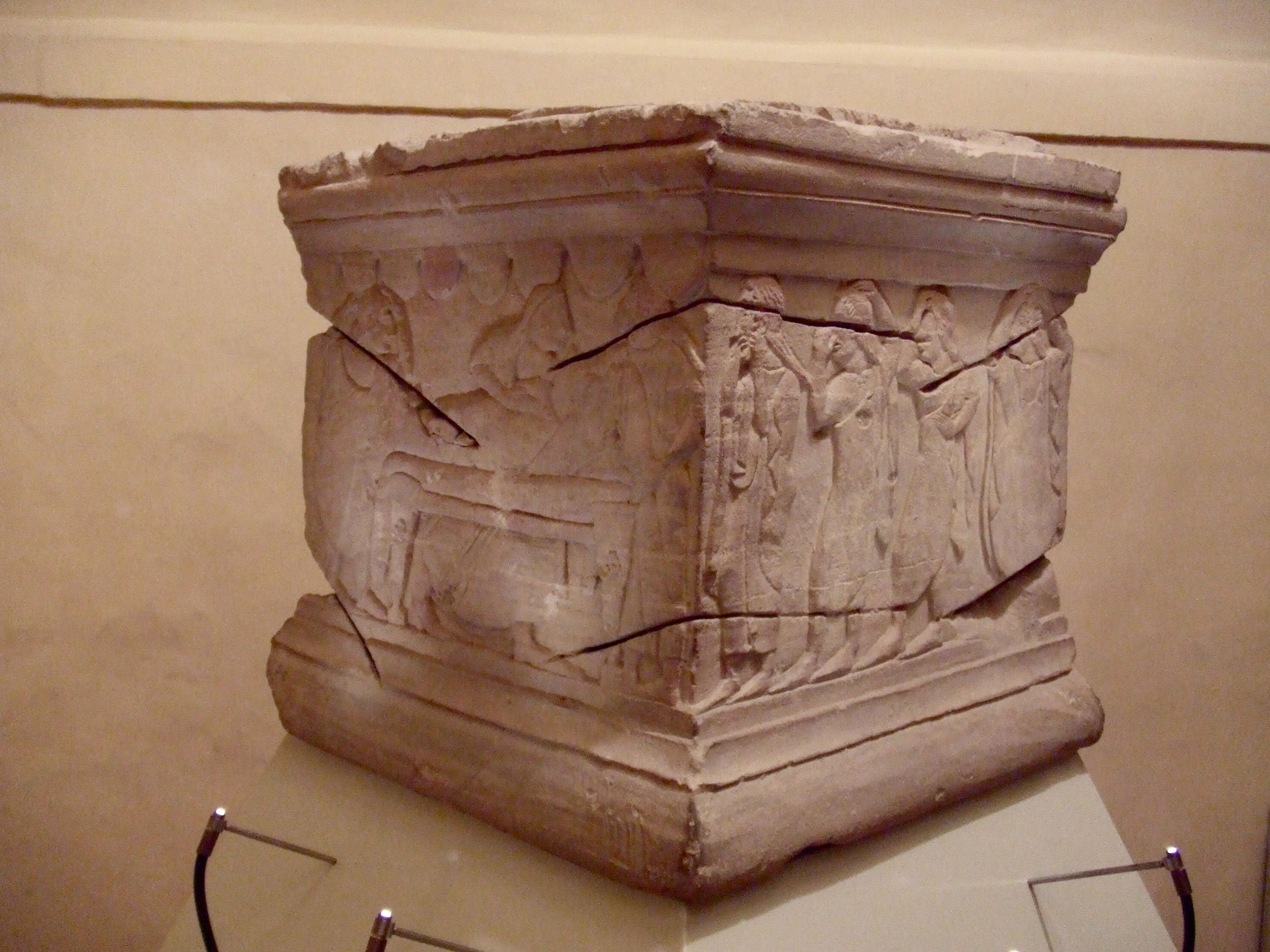
Cippe étrusque ouvragée de pierre fétide.

En outre, l'extraction et la production de la roche odoriférante procèdent exclusivement du domaine territorial de « Clevsin ». La métropole prélève et achemine la pietra fetida via les monts Chianciano. D'autre part, la diffusion commerciale des artéfacts et pierres de taille manufacturés au moyen de ce matériau est significativement conséquente au sein de l'Italie et de l'aire méditerranéenne protohistorique. Par conséquent, la pietra fetida se révèlerait être un atout économique de poids au sein de l'industrie étrusque, et plus particulièrement de la cité-État de « Clevsin »,,,,,,.

### Exploitation dugrès
La pietra arenaria
La roche grésière étrusque, également appelée pietra arenaria est un matériau de type sédimentaire à chromatique ocre nuancée de gris datant du Quaternaire, et essentiellement formé à partir de l'accrétion de composants sablonneux,. Les grésières d'Étrurie exploitant cette pierre, telles que celle du Monte Tezio et du Monte Malbe, se répartissent notamment dans la région avoisinant « Perugia ». L'extraction de la pietra arenaria est également attestée aux pourtours du territoire de « Felzna ». Concrètement, l'industrie et le commerce de la roche sablonneuse occupe la partie oriento-septentrionale de la dodécapole étrusque. La composition de ce grès lui confère simultanément des vertus de solidité, propres aux pierres d'édification, et des aptitudes à la finition, caractéristiques des ouvrages sculptés par technique dite en bas-relief, par exemple. Différents éléments du corpus étruscologique nous révèlent ainsi le recours à ladite roche sous deux formes : d'une part comme bloc équarris en appareillé ou utilisés en arcs de voûte et incorporés au sein de mises en œuvre architecturales, tels que les murailles d'enceinte fortifiées de « Felzna », et de « Perugia »,, ; d'autre part en tant que matériau nécessaire à l'ouvrage de tombeaux, de statuettes et d'ornementations sculptées d'ex-voto,.

Le fait industriel étrusque de la pietra arenaria.
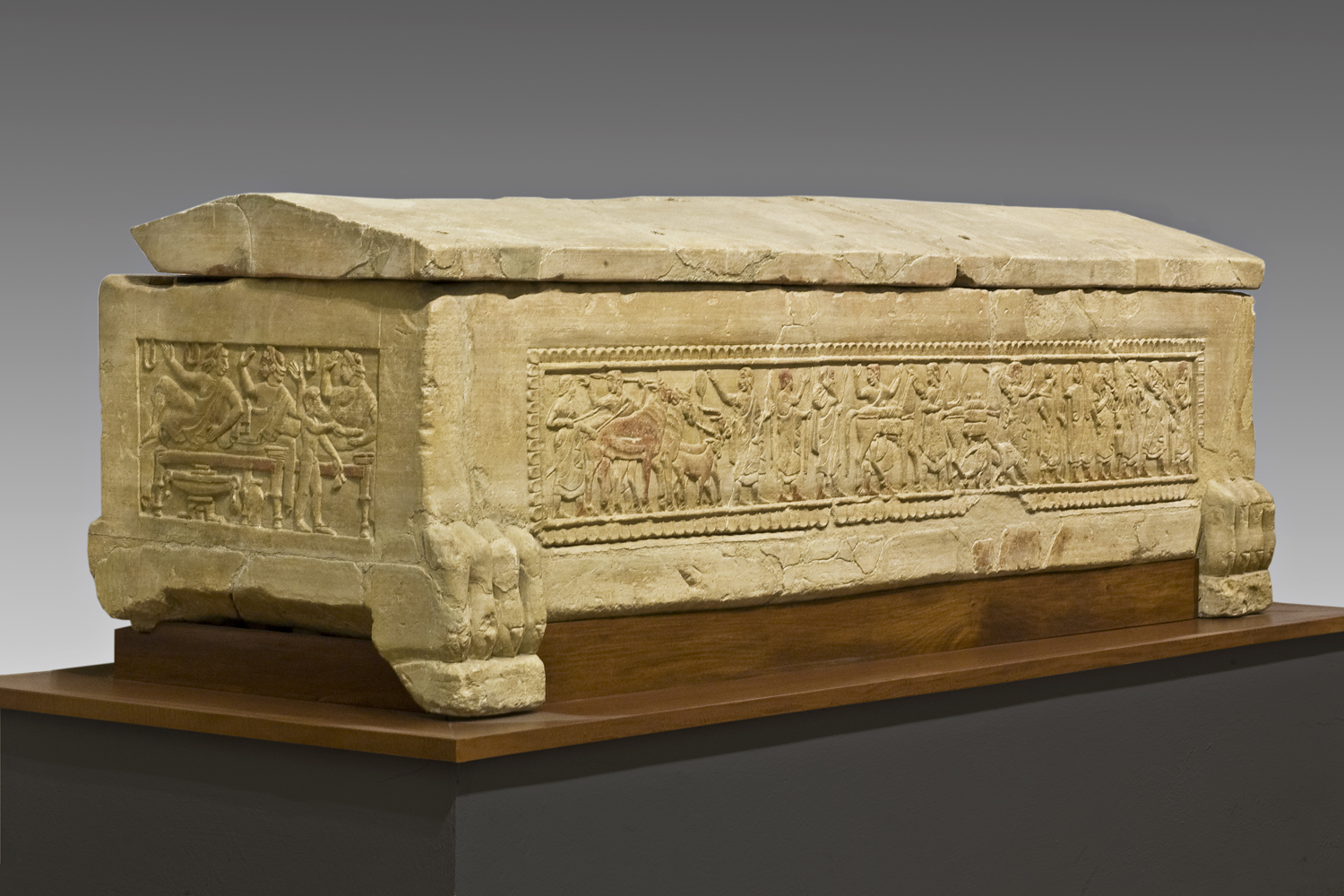
Sarcophage issu d'un atelier de sculpture étrusque de « Perugia ». Artéfact funéraire ouvragé en pietra arenaria et attribué à la fin du VIe siècle av. J.-C. (-510 / -500).
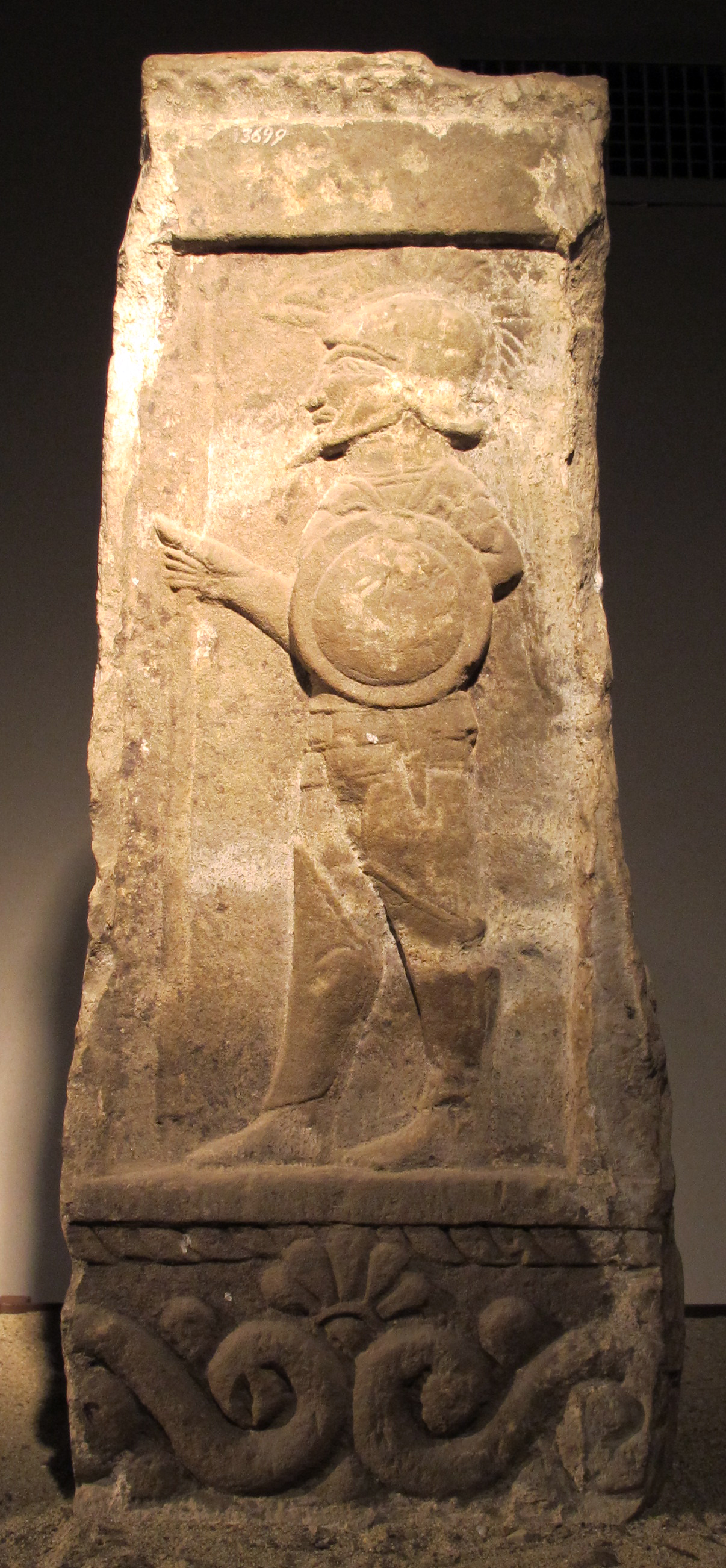
Cippe - stèle funéraire confectionnée de pierre dite d'arenaria, figurant un guerrier étrusque. Fin du IVe siècle av. J.-C.
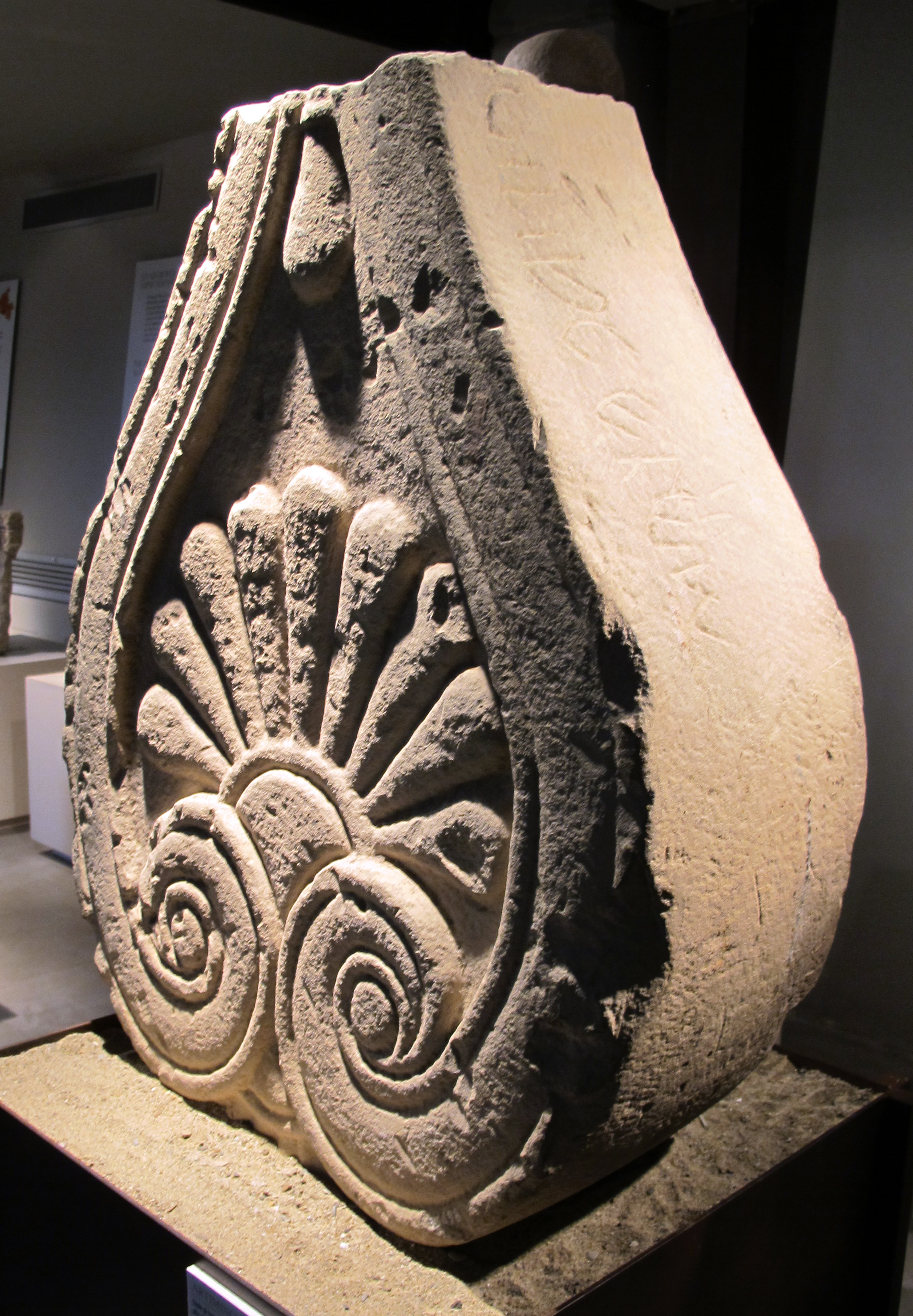
Stèle en pietra arenaria de type ovoïdale, ornementée de reliefs dit à palmette. Ouvrage indexé au tournant du VIe siècle av. J.-C. / début du Ve siècle av. J.-C.
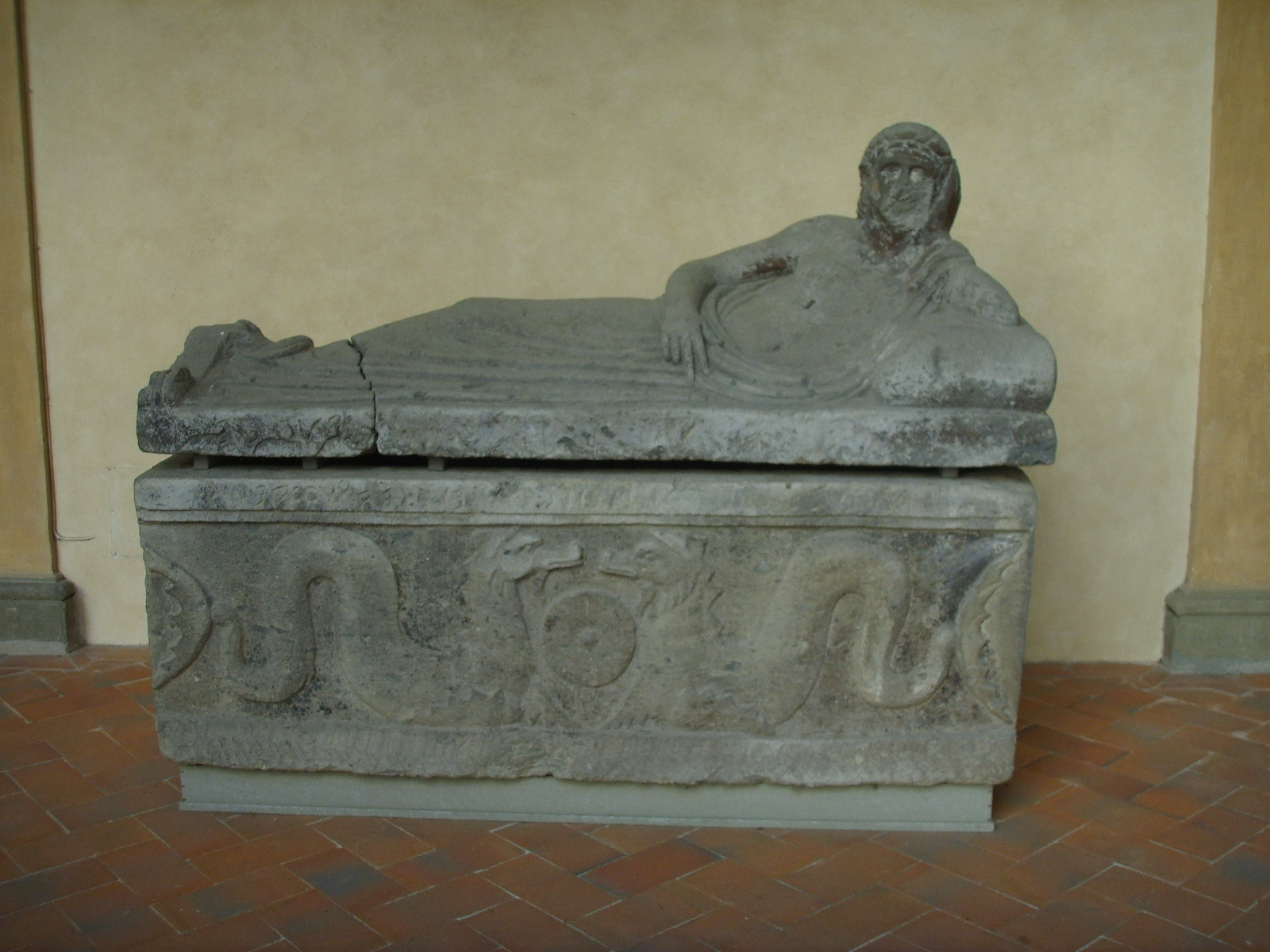
Sarcophage de pierre d' arenaria étrusque. Œuvre de provenance étrusque conservée et exposée au sein de la Villa Corsini, à Florence.
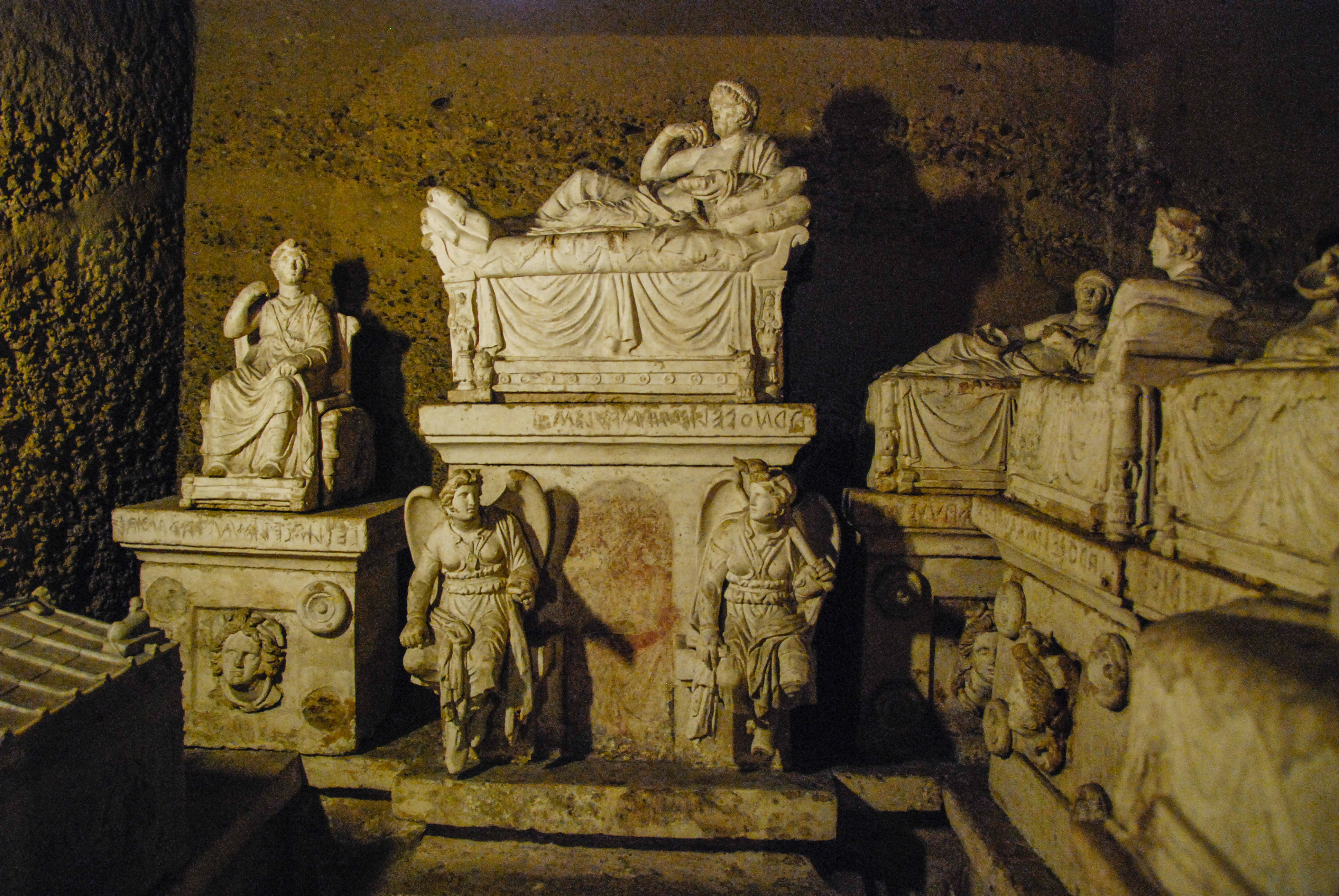
Hypogeum Voluminis de « Perugia » décorant la crypte funéraire du hiérarque étrusque « Arnth Velimna ». Triptyque sculpté en pierre d'arenaria attribué à la fin IIIe siècle av. J.-C. et début du IIe siècle av. J.-C.[99].
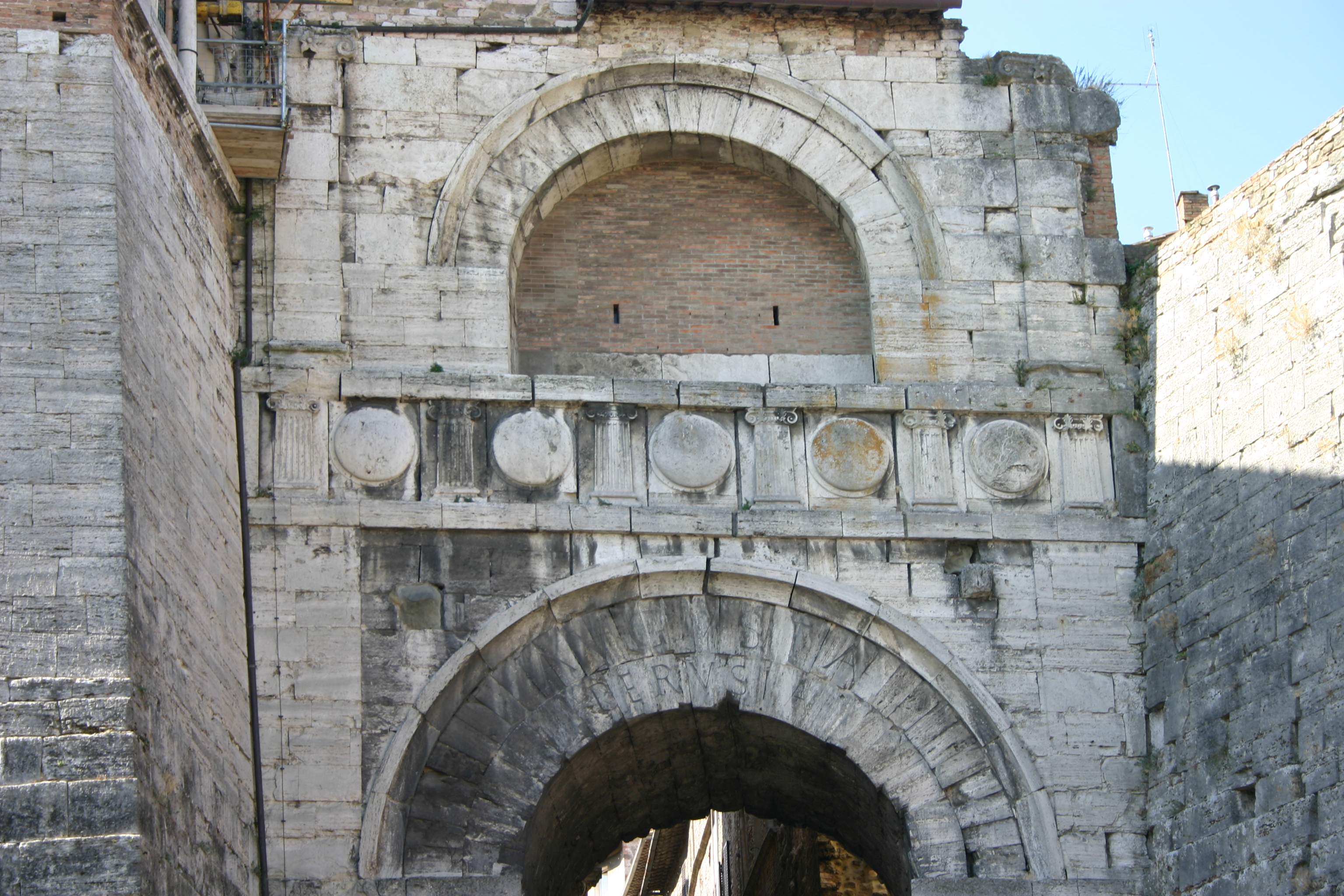
Arc de porte d'enceinte étrusque construit à partir de grès d'arenaria, à « Perugia ».
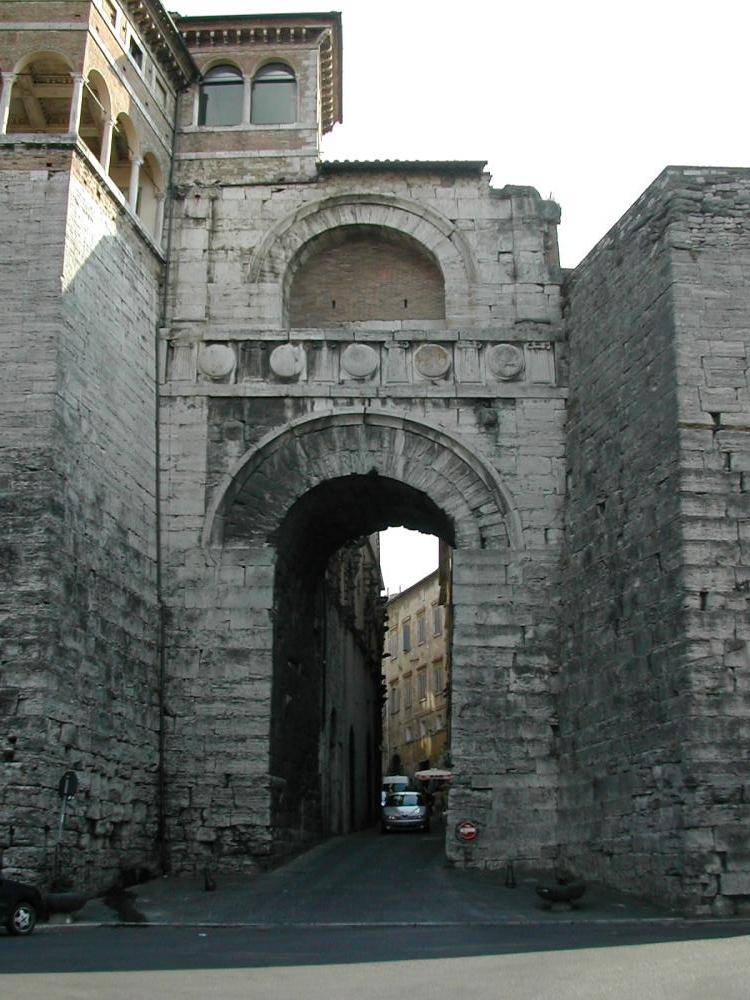
L'arc étrusque et sa porte en appareillé.

La pietra serena
À l'instar de la pietra arenaria, dont les composition et structure minérales sont proches, la roche dite pietra serena manifeste des caractéristiques de pierre dite forte,. Autrement dit, il s'agit d'un matériau minéral dont la consistance révèle une duretésignificative et explicite. Ladite pierre possède un déterminant grèsier, dont les composantes minérales observent une nature micaschistée. La pietra serena est affectée d'une teinte grise nuancée de bleu. Au sein de l'industrie étrusque du bâtiment, et en raison de sa solidité notable, cette dernière est notamment employée et consacrée à l'érection de colonnes, et, dans une moindre mesure, la roche est ouvragée en blocs de pierre taillée incorporés à des murs d'enceinte soit sous forme d'éléments appareillés, tels que des pièces constituant un arc soit sous forme d'éléments d'assise ou encore de fondations,,,.
Toutefois, les Étrusques requièrent également ce type de pietra forte, concernant l'élaboration et la mise en œuvre d'éléments artisanaux funéraires, en particulier des récipients cinéraires ou encore des sépultures coffrée, lesquels sont associés in situ de structures en hypogeum ou en tumuli,.
Ces différentes occurrences archéologiques ont été identifiées et attestées à « Perugia » et Fiesole pour le bâti urbain,, ; à  « Felzna », « Aritim » et « Clevsin », pour les ouvrages funéraires,.
Dans le cadre géographique étrusque, l'extraction et la production de ce grès à micaschiste, s'opèrent et se densifient essentiellement au sein de carrières, lesquelles se manifestent aux environs d'un site urbain secondaire dont la fondation et les premières assises d'édifice sont indexées à la période villanovienne. Par ailleurs, la petite occurrence urbaine étrusque se signale de par sa proximité avec l'actuelle commune toscane de Fiesole, à quelques dizaines de kilomètres de Florence, en Toscane du Nord-Est,,, Cette cité étrusque de modeste taille observe une situation spatiale médiane à deux pôles majeurs. Cette dernière est, de fait, localisée à mi-chemin de « Felzna » au Nord, et « Aritim », au Sud,,.
Dans cette perspective, l'ensemble des données étruscologiques qui ont été recueillies, pourraient suggérer, voire définir, une commercialisation de la pietra serena extraite et produite au voisinage du site nord-oriental Toscan de Fiesole, via les grandes métropoles étrusques.

Exemples d'ouvrages étrusque conçus et élaborés à partir de pietra serena
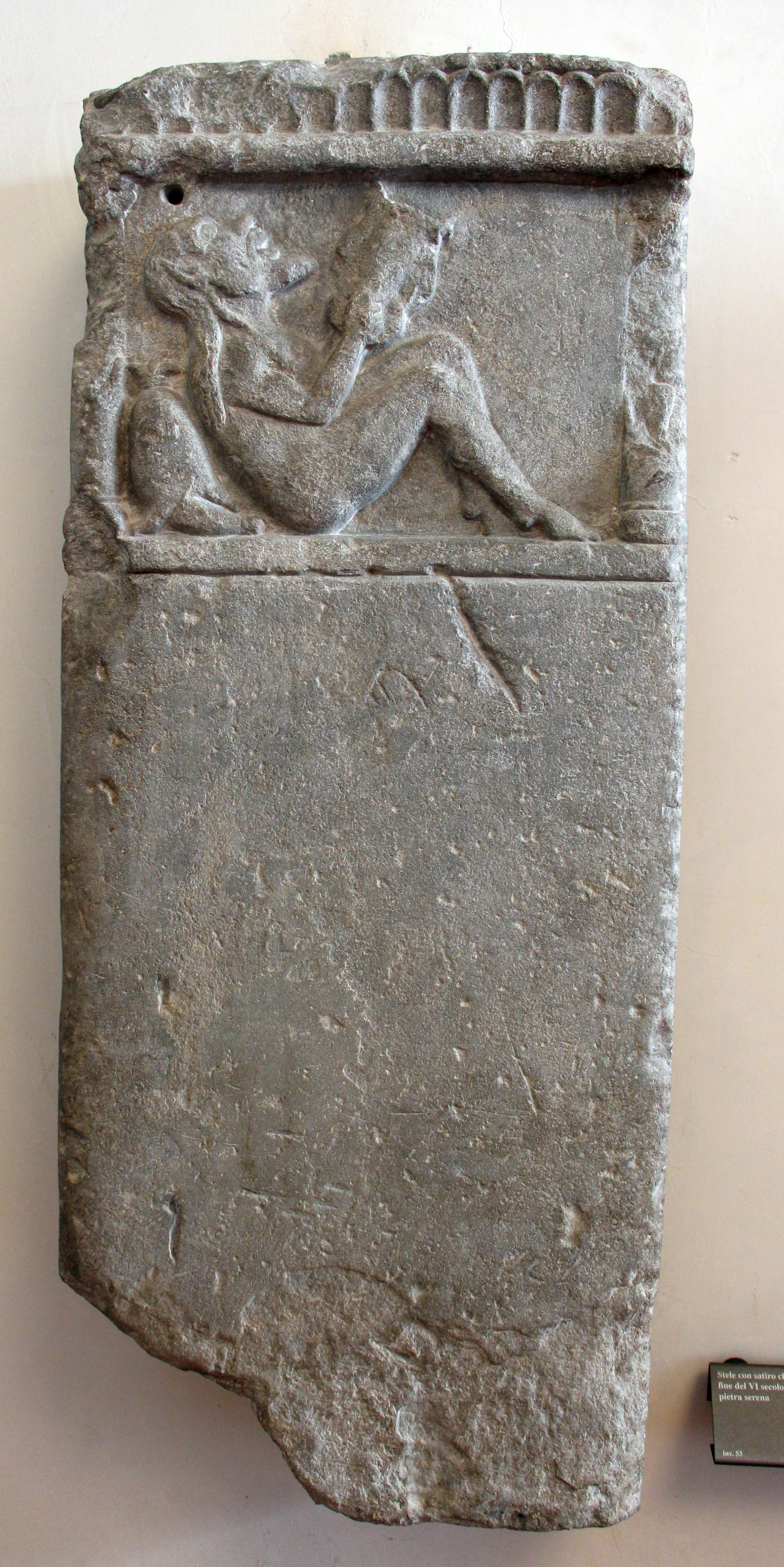
Stèle ouvragée en pietra serena. Artéfact représentant un satyre, attribué aux environs de -520 - -500.
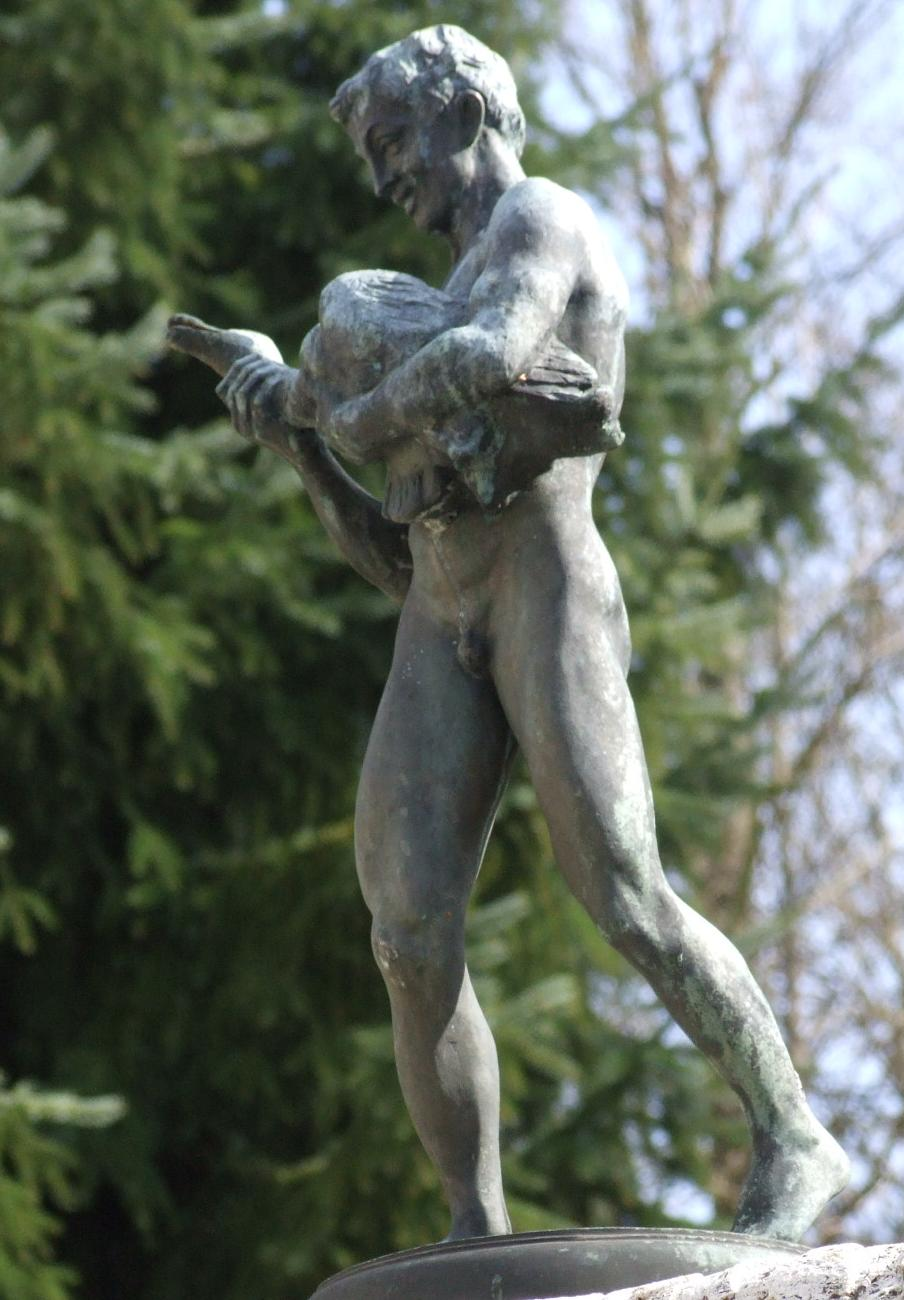
Colonne étrusque mise en réemploi par les Romains.
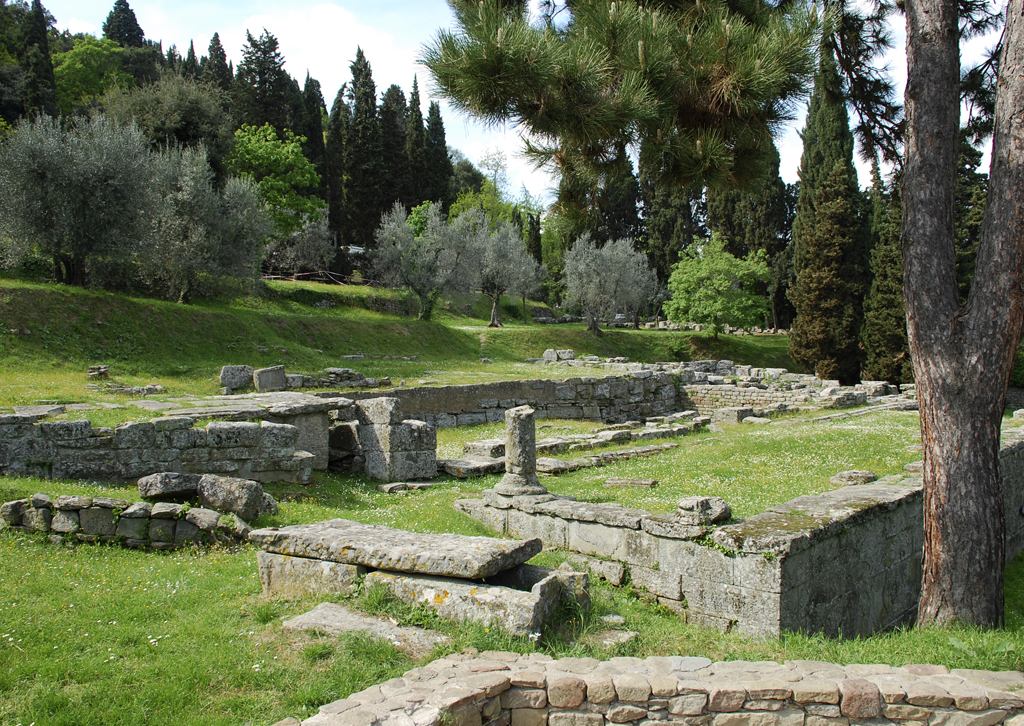
L'assise du temple romano-étrusque de Fiesole. Ouvrage d'architecture exposé au sein de l'aire archéologique étrusco-romaine de Fiesole.
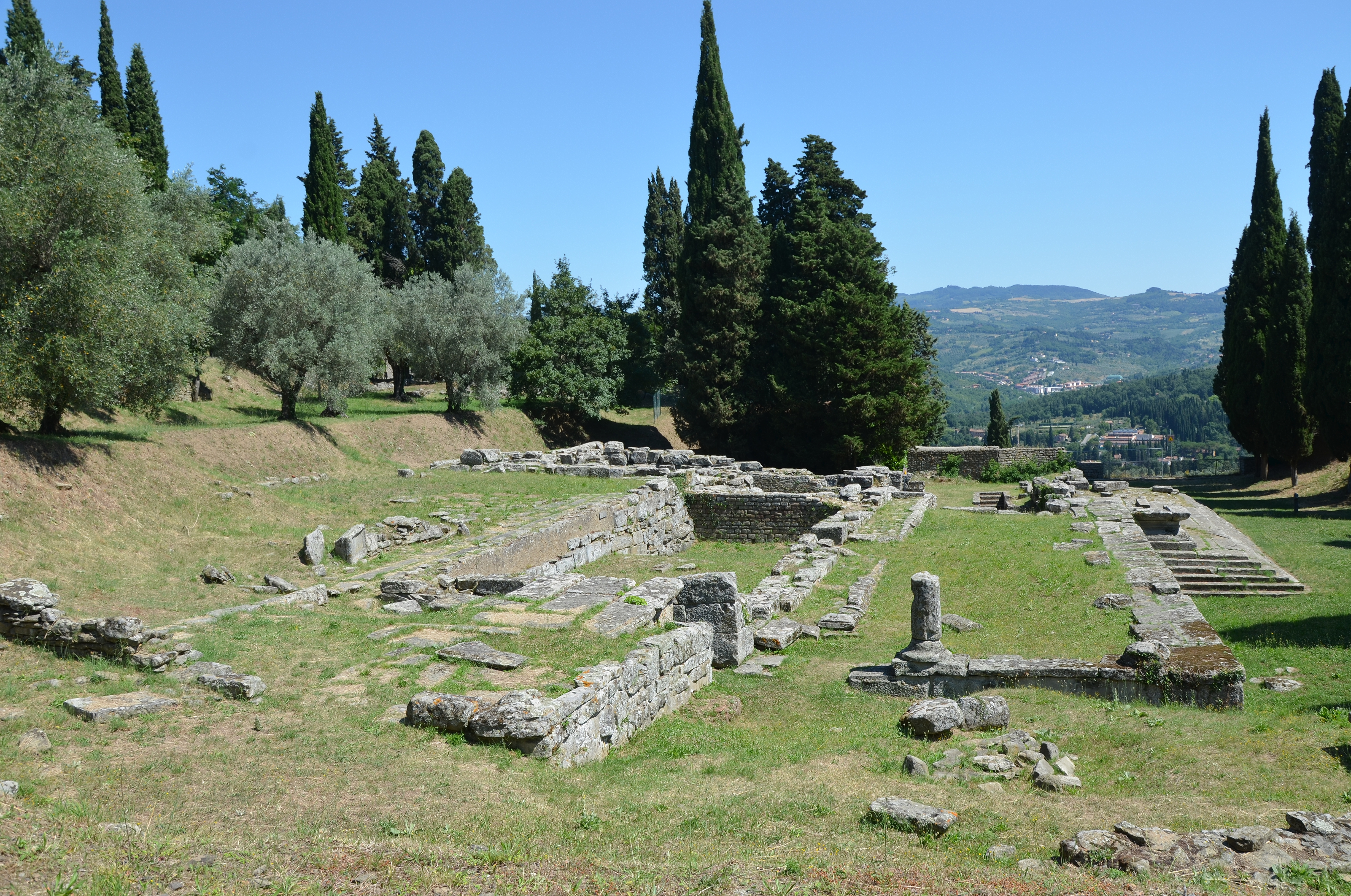
Vue panoramique du temple étrusque de Fiesole[o][121].
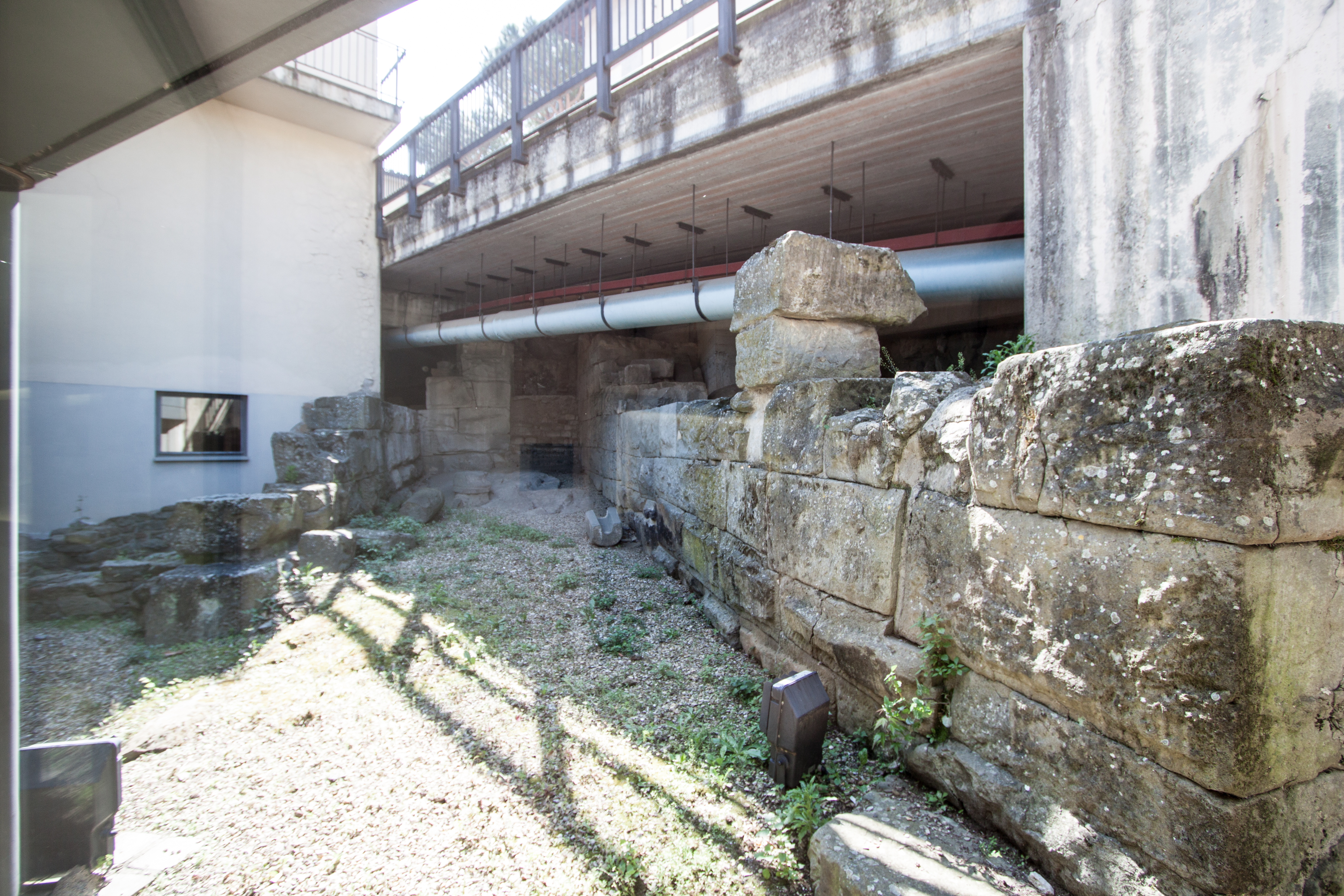
Vestiges d'éléments appareillés en pietra serena. Pièce architecturale conservée au musée du site archéologique de Fiesole.
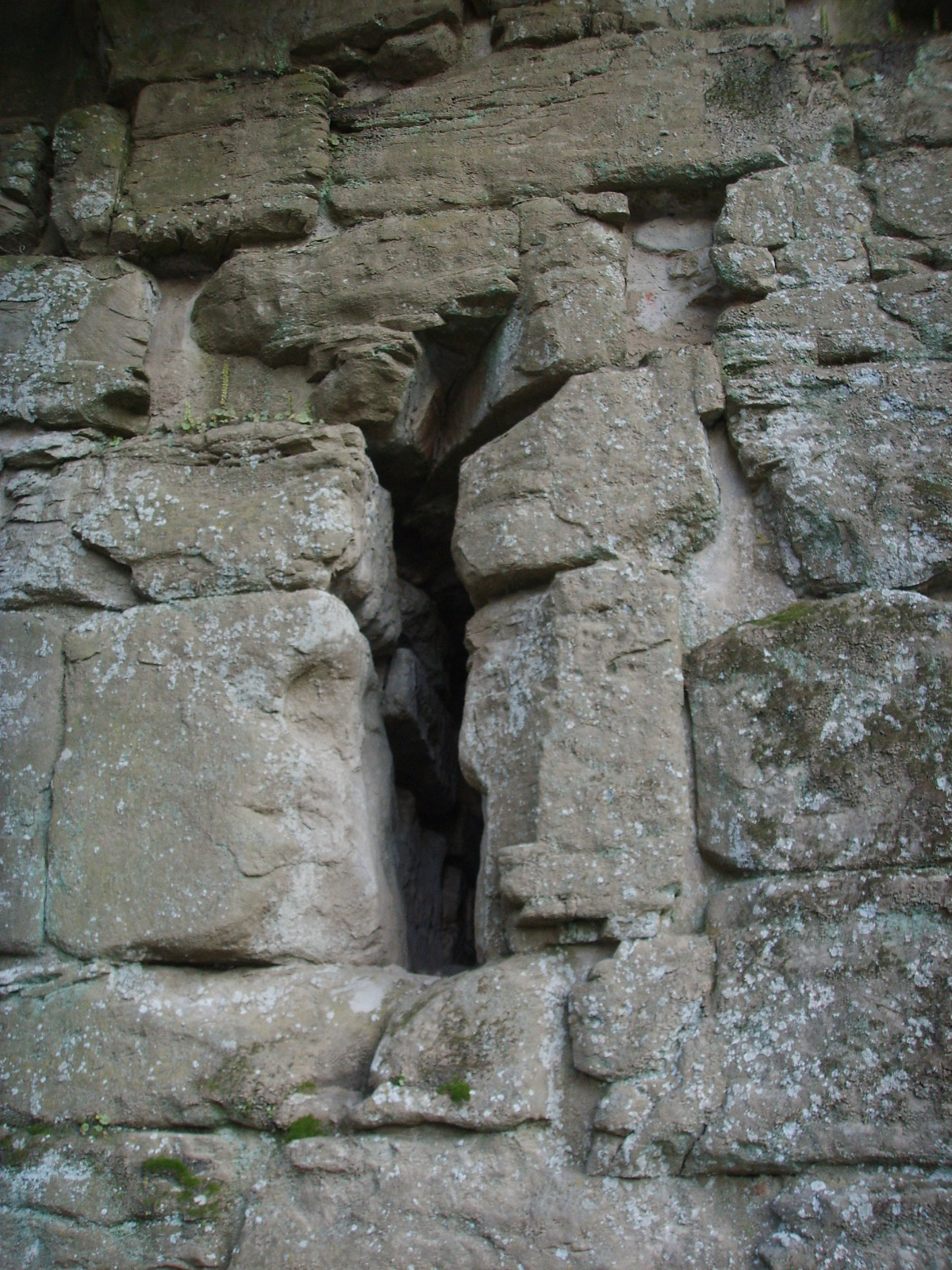
Détail du mur d'enceinte étrusque de la cité de Fiesole[122],[123].
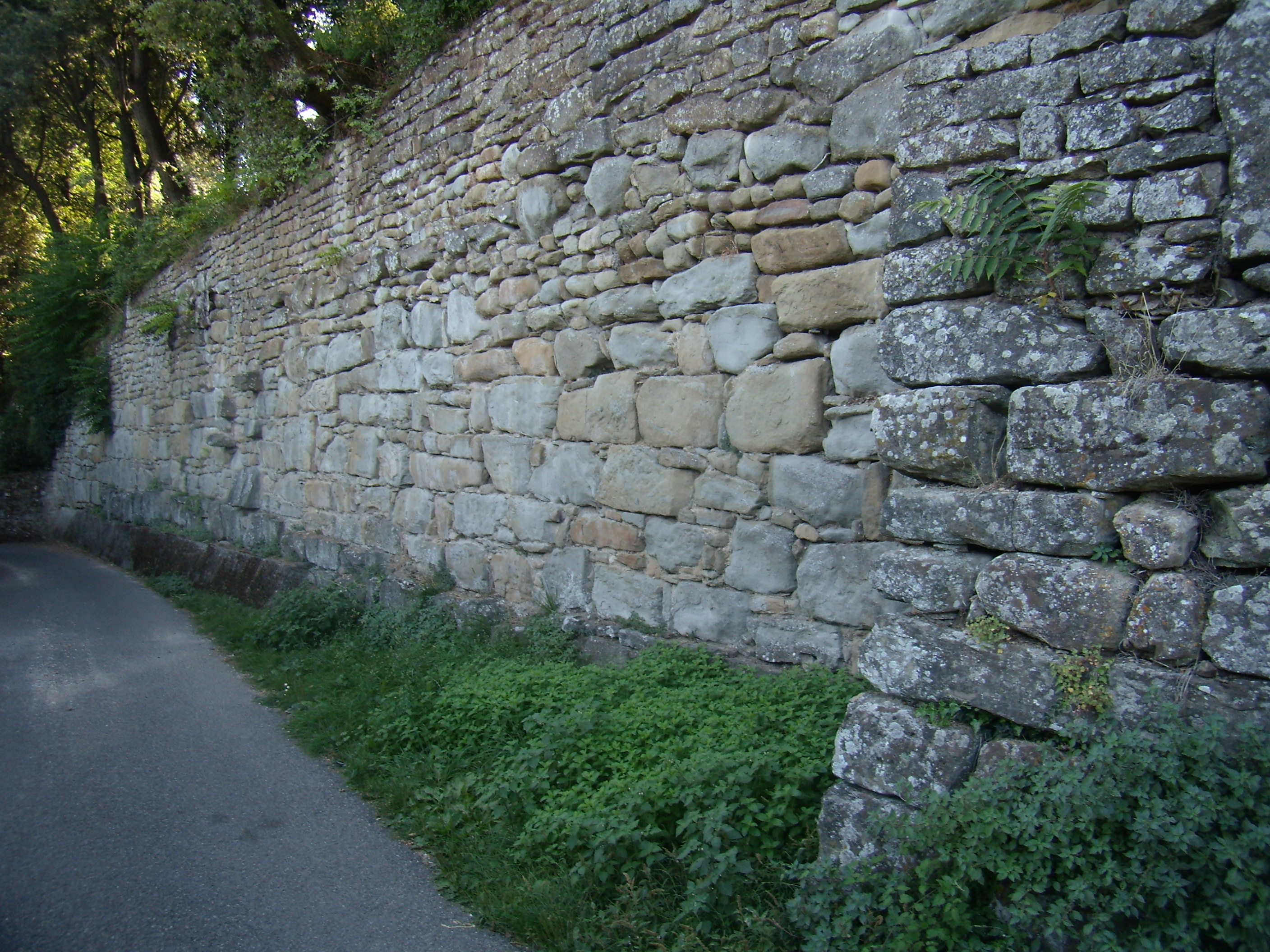
Fortifications de la cité étrusque de Fiesole.
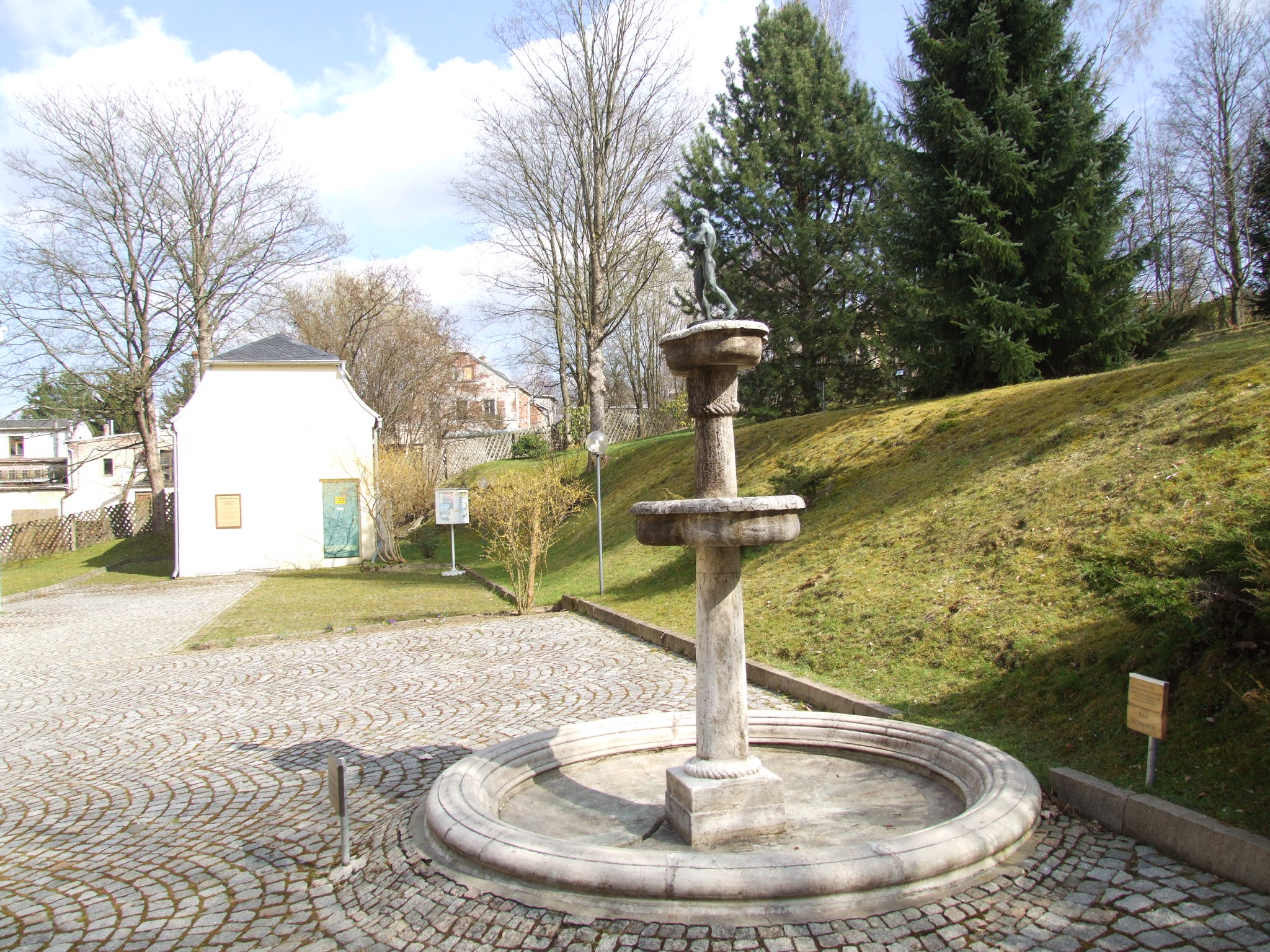
Colonne étrusque conçue en grès du type pietra serena. Artéfact monumental réaffecté comme support à un ouvrage romain.

## Temple étrusque

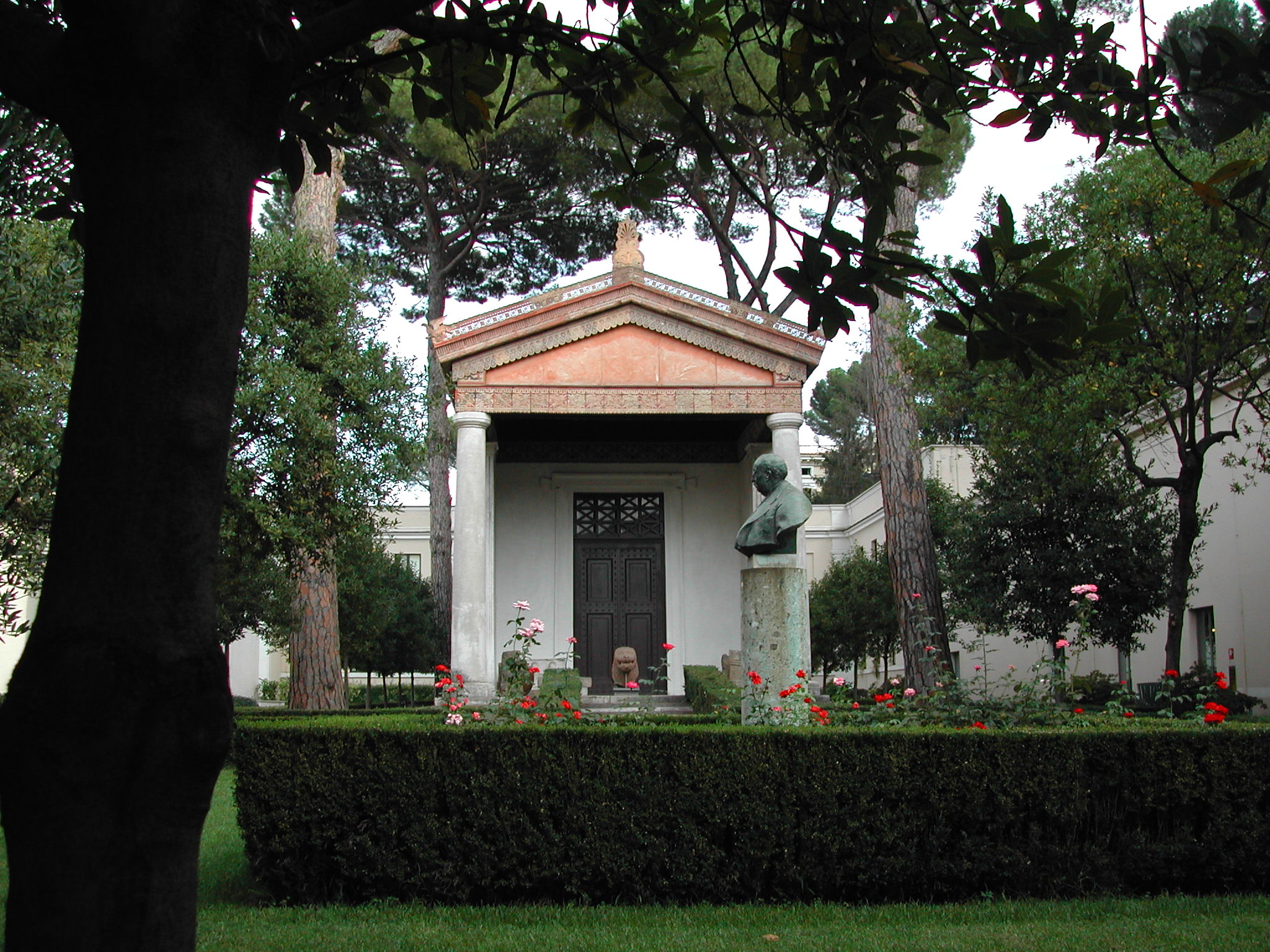
Temple étrusque de Villa Giulia

Le temple étrusque se caractérise par son architecture particulière.
Il est généralement constitué par un socle (podium) réalisé en blocs de forme rectangulaire et compte une loge (cella) pour chaque dieu.
La façade est précédée par des colonnes et un escalier unique et l'arrière de l'édifice est un mur plein et le faite du toit est décoré de statues.
Les matériaux utilisés sont le bois pour les colonnes et la superstructure et la terre cuite (terracotta) pour les décorations.
- Cella précédée d’un pronaos ouvert (portique profond).
- temple élevé sur un podium avec escalier frontal (Fiesole).
- Ordre toscan, épuré, sans cannelures et à chapiteau sans ornementation.
- Antéfixes et acrotères figurés (Poggio Civitate).

Un temple a été, sur ces constatations (Vitruve, IV, 7)  reconstitué à la Villa Giulia de Rome.

## Théâtre étrusque
Bâtis en brique, quelques débris subsistent à Andria, Volterra et Engubium (ils donneront les cirques romains) avec leurs attributs :
- structure en gradins à l'air libre, et loges particulières
- galeries techniques ou de repli en cas de pluie pour les spectateurs,
- colonnades donnant sur le paysage

## Urbanisme

### Habitations individuelles
Plus ou moins grandes, elles regroupent des activités agricoles, voire manufacturières (Poggio Civitate)
Maison patricienne
La villa romaine qui a intégré les savoirs étrusques en la matière, nous a transmis leurs choix dans sa constitution :
- atrium (séparant les maîtres des esclaves et serviteurs de la même familia[124].
- Compluvium et impluvium
- séparation des quartiers des maîtres et ceux des domestiques.

Fermes agricoles
- la villa rustica  et le latifundium romains font suite aux habitations assez pauvres, où ouvriers serviles ou pénestes étaient employés précédemment.

### Villes
Les villes étant créées par les rites du bornage étrusque, leur plan hippodamien révèle l'organisation de ce qui deviendra l'urbs romaine : rues parallèles et orthogonales, emplacement des lieux rituels (tout comme les grandes nécropoles qui sont établies sur le même plan)
La plupart installées sur des escarpements, elles seront complétées d'enceintes fortifiées à gros blocs - dits « cyclopéens » -, après les invasions gauloises des VIe et Ve siècles av. J.-C. (Volterra, Tarquinia, Volsinies).

## Tombes et nécropoles
Émergeant du sol, à mausolée (Populonia), ou à édicule (Sovana), ou enterrées, à tumulus (Caere, Tarquinia), elles renferment et abritent les mêmes aménagements, couloirs (dromos), salles principales (atrium), ou chambres funéraires de différents types (voir rite funéraire étrusque), des niches et des banquettes de pierre permettent la dépose des corps des défunts habillés ou des urnes cinéraires, des sarcophages et du mobilier funéraire. Ces aménagements sont creusés à même la roche des sites, souvent assez tendres (tuf, pépérin, nenfro), décorée par des fresques peintes directement et souvent sans apprêt.